# Suezkanal

Suezkanal (Satellitenfoto), 2016

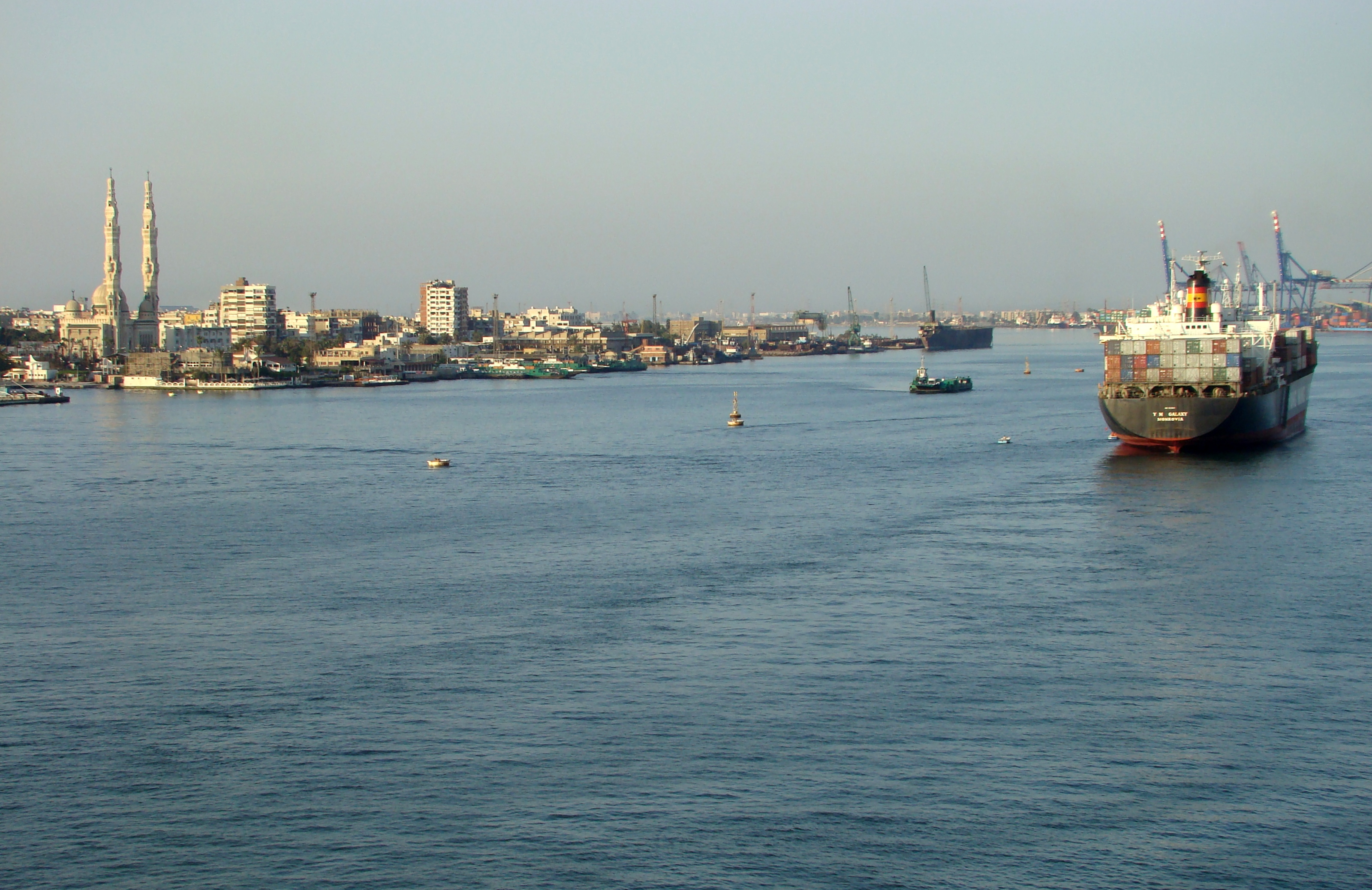
Einfahrt in den Suezkanal bei Port Said im Mai 2008, im Hintergrund Port Fouad mit seiner „Großen Moschee“

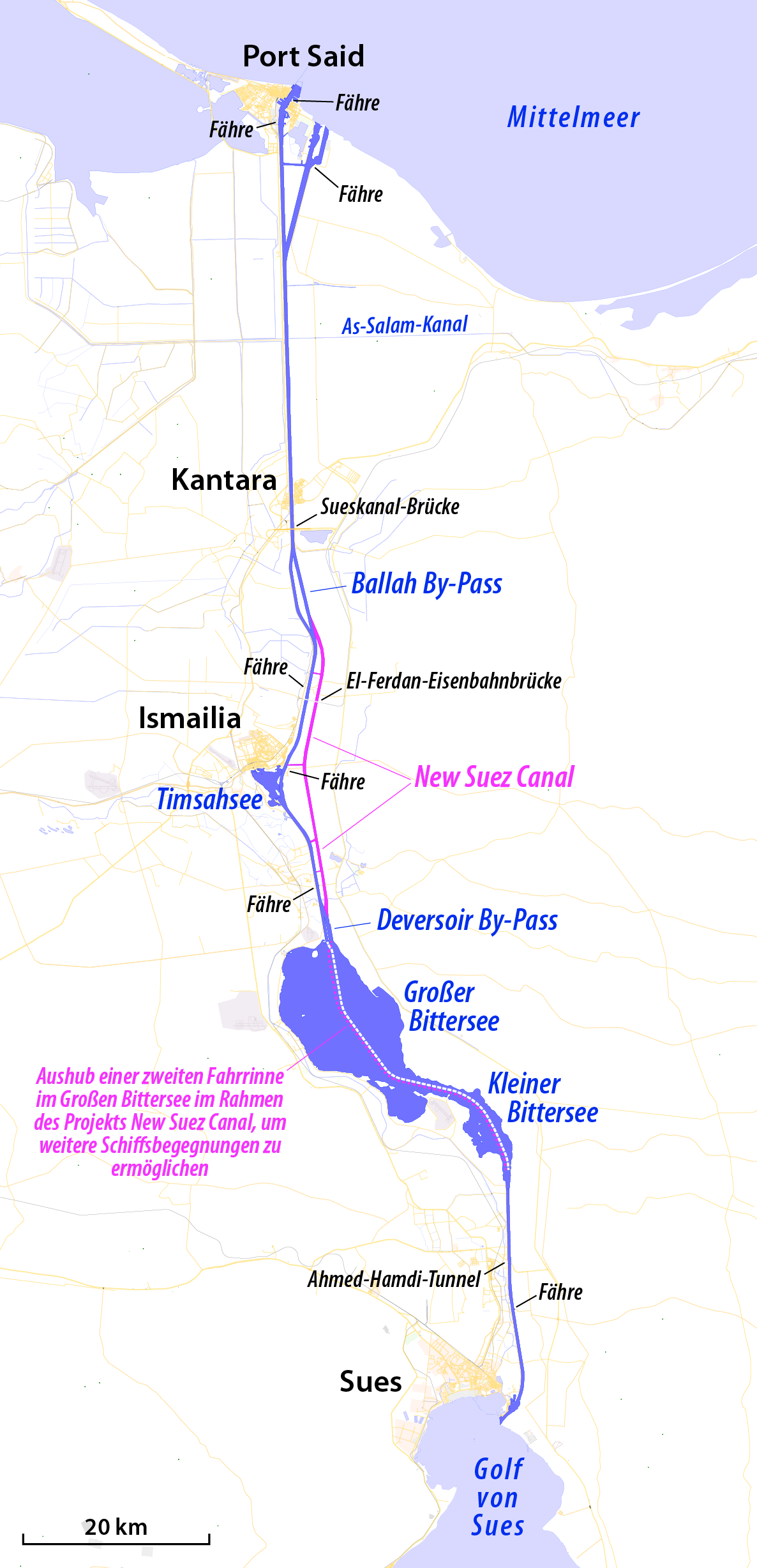
Schematische Karte, Nord ist oben

Der Suezkanal oder Sueskanal (benannt nach der Hafenstadt Sues bzw. Suez; arabisch قناة السويس Qanāt as-Suwais) ist ein Schifffahrtskanal in Ägypten zwischen den Hafenstädten Port Said und Port Taufiq bei Suez, der das Mittelmeer über die Landenge von Suez (Isthmus von Suez) mit dem Roten Meer verbindet und der Seeschifffahrt zwischen Nordatlantik und Indischem Ozean den Weg um Afrika erspart. Der Kanal, der damit Teil der maritimen Seidenstraße ist, bildet die Grenze zwischen Afrika und Asien.
Am 17. November 1869 wurde der Suezkanal mit einer Länge von 164 km eröffnet. Seit der 2009 fertiggestellten Vertiefung sind die gesamten Kanalstrecken, ohne die parallel verlaufenden Abschnitte sowie die nördlichen und südlichen Zufahrtskanäle, jedoch einschließlich der inzwischen vertieft ausgebaggerten Fahrrinnen im Teil des Bittersees, insgesamt 193,3 km lang. 2015 wurde ein neuer, parallel zum existierenden Kanal verlaufender, rund 37 km langer Kanalabschnitt eröffnet, der die bisherige Strecke begradigt und dadurch (für die eine Fahrtrichtung) etwas verkürzt.
Rund 12 % des weltweiten Seehandels passieren den Suezkanal. Im Jahr 2020 bedeutete das ein Durchfahrtsaufkommen von 18.829 Schiffen. Der Betreiber, der ägyptische Staatsbetrieb Suez Canal Authority (SCA), nahm 2021 über 5 Milliarden US-Dollar ein, durchschnittlich etwa 300.000 US-Dollar pro Durchfahrt. Für das Jahr 2023 wurden über 10 Milliarden US-Dollar Umsatz erwartet.
Der Suezkanal ist ein Meerwasserkanal. Er ist schleusenlos und braucht deshalb (anders als Kanäle wie der Panamakanal, die einen Höhenunterschied überwinden) keinen ständigen Wassernachschub.
Der Kanal kann von allen Schiffen (Handels- und Kriegsschiffen) aller Staaten in Friedenszeiten und in Kriegszeiten zu gleichen Bedingungen benutzt werden. Für Kriegsschiffe kriegführender Staaten gelten bestimmte Einschränkungen, zum Beispiel Durchfahrt ohne Halt und keine Versorgung. Dies wurde in der nach wie vor geltenden Konvention von Konstantinopel vom 29. Oktober 1888 vereinbart. Kriegsschiffe müssen ihre Durchfahrt beim ägyptischen Außenministerium, dem Verteidigungsministerium und der Behörde für maritime Sicherheit anmelden.
Von Juni 1967 bis Juni 1975 war der Kanal als Folge des Sechstagekrieges gesperrt. 2003 wurde er von der American Society of Civil Engineers in die Liste der geschichtlichen Meilensteine der Ingenieurbaukunst aufgenommen.

## Schreibweise
Ausgehend vom arabischen Namen der ägyptischen Stadt ist auch die Schreibung Sueskanal, die auch im Duden steht, mit der deutschen Transkription Sues korrekt. Die oft verwendete Schreibweise Suez entspricht der gängigen englischen und französischen Schreibweise, aber nicht der Transkription von arabisch السويس (hocharabisch as-Suwais, bzw. ägyptisch es-Swēs).

## Kanalbauwerke im alten Ägypten

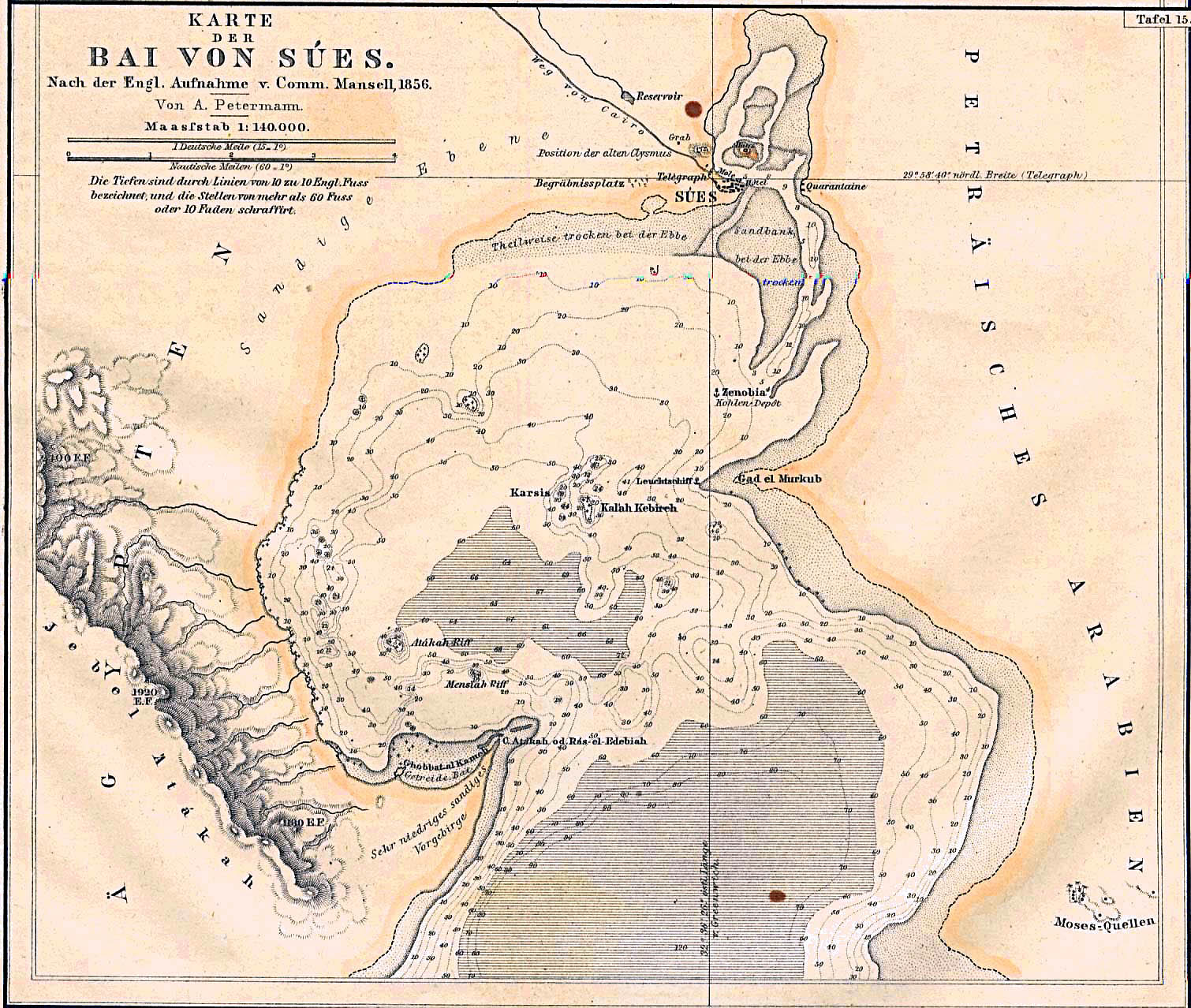
Die Bucht von Suez im Jahre 1856

Schon im alten Ägypten wurde der Bubastis-Kanal (auch als Ismailia-Kanal bezeichnet) angelegt. Er verband indirekt Mittelmeer und Rotes Meer und führte vom Nildelta über das Wadi Tumilat und den Timsah-See zum Roten Meer.
Es gilt als unwahrscheinlich, dass dieser Kanal bereits im Mittleren Reich von Pharao Sesostris I. oder Sesostris III. oder im Neuen Reich von Sethos I. oder Ramses II. gebaut wurde.
Wahrscheinlich baute Necho II. (610 bis 595 v. Chr.) einen Kanal von Bubastis im östlichen Nildelta (dem heutigen Zagazig) durch das Wadi Tumilat, stellte ihn aber nicht fertig. Der Perserkönig Dareios I. (521 bis 486 v. Chr.) stellte die Verbindung zum Roten Meer her und dokumentierte dies mit vier am Ufer seines Kanalbaus aufgestellten Stelen. Unter den Ptolemäern wurde der Kanal mit teilweise anderer Streckenführung erneuert; zu Kleopatras Zeit war er wieder verschlammt bzw. versandet.
Kaiser Trajan (98 bis 117 n. Chr.) baute um 100 n. Chr. einen Verbindungskanal von Kairo zum Bubastis-Kanal und erneuerte diesen. Dieser auch von seinen Nachfolgern unterhaltene Kanal scheint längere Zeit im Handel mit dem Süden und Osten benutzt worden zu sein.
Nachdem die Araber Ägypten erobert hatten, ließ Amr ibn al-As, ein Feldherr Mohammeds, der von 641 bis 644 n. Chr. in Ägypten herrschte, den Kanal wiederherstellen, um die arabischen Stätten mit Getreide zu versorgen und als Transportweg für Pilger. Al-Mansur, der zweite abbasidische Kalif, soll 770 die Schließung des Kanals als Maßnahme gegen seine Feinde in Medina befohlen haben.
Danach wurde der von Kairo bis Suez über 200 km lange Kanal nicht wiederhergestellt. Eine Teilstrecke wurde im 19. Jahrhundert für den Bau des Süßwasserkanals (s. o.) verwendet.

## Geschichte des neuzeitlichen Kanalbaus

### Vorgeschichte

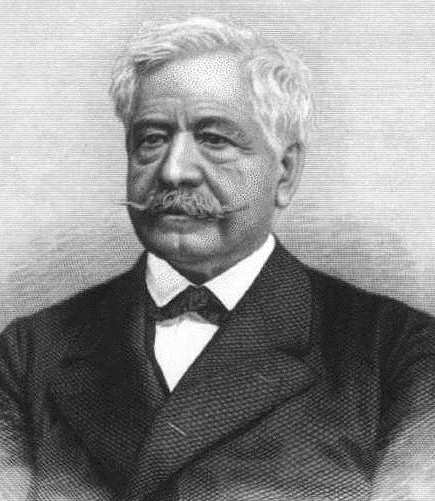
Ferdinand de Lesseps

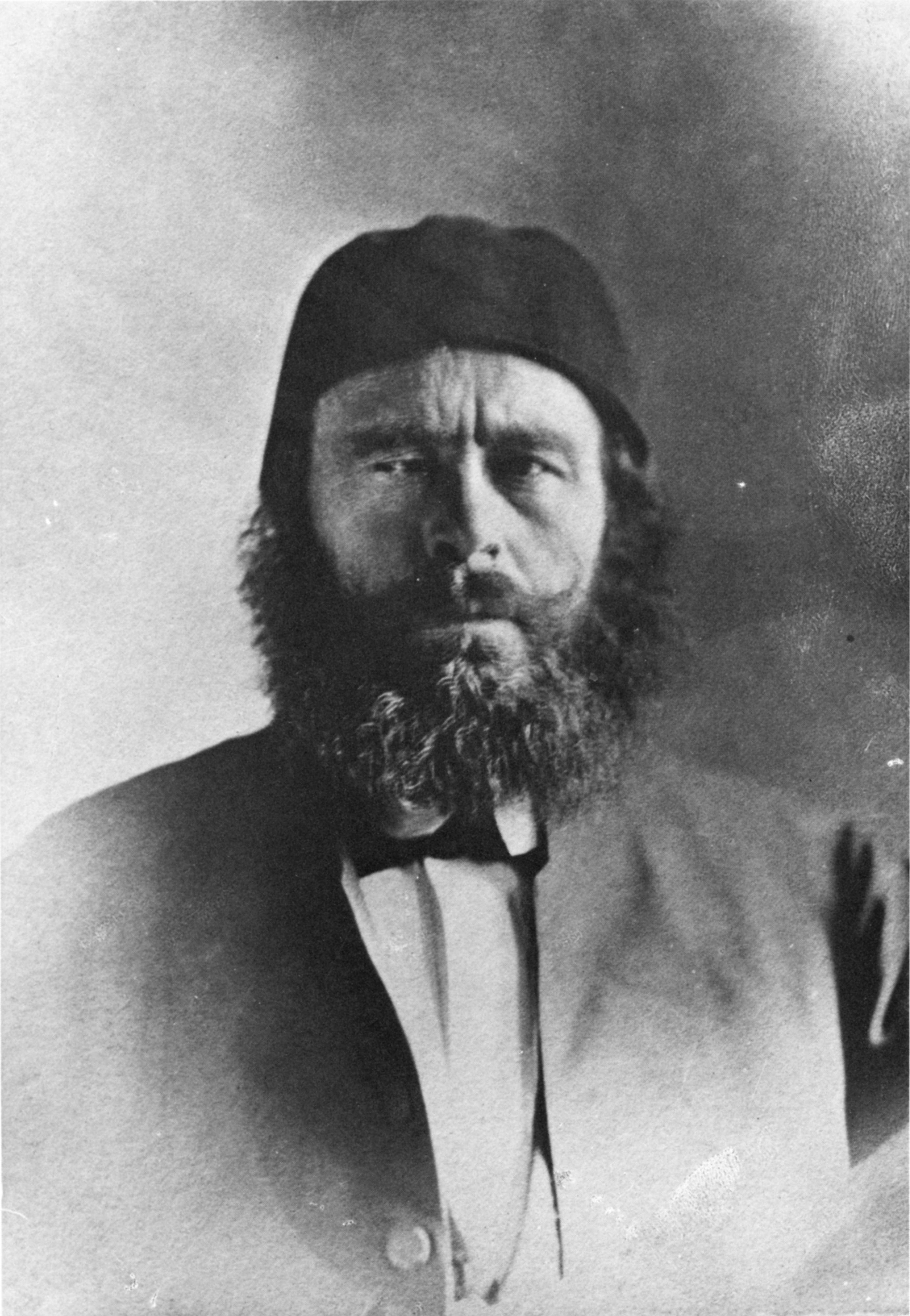
Muhammad Said Pascha 1855, Namensgeber für Port Said
(Aufnahme von Nadar)

Ein Kanal durch den Isthmus von Suez mit seinen flachen Erhebungen, Marschseen und Salzsenken war sozusagen von der Natur vorgezeichnet. Deshalb blieb die Idee des Kanalbaus durch die Jahrhunderte lebendig. Die Osmanen dachten immer wieder darüber nach. Die Republik Venedig schlug 1504 den Osmanen einen Kanalbau vor. Gottfried Wilhelm Leibniz schrieb 1671 in diesem Sinne an den französischen König Ludwig XIV. Befürchtungen, das Rote Meer liege höher als das Mittelmeer und die Meeresströmung vor dem Nil-Delta werde einen Kanal bald wieder mit Nilschlamm verstopfen, ließen von der Ausführung der Idee zurückschrecken, ebenso die Überlegung, dass ein Durchstich auch unerwünschte Erleichterungen für andere Mächte bringen könnte.
Napoleon Bonaparte griff die Idee auf, um den britischen Handel mit Indien zu stören. Die bei seiner Ägyptischen Expedition 1799 von Jacques-Marie Le Père unter schwierigen Umständen durchgeführten Vermessungen des Isthmus kamen zu dem falschen Ergebnis, das Rote Meer liege rund zehn Meter höher als das Mittelmeer.
Im Jahr 1997 wurde eine Sammlung von Schreiben, Zeichnungen und Fotografien zum Bau des Kanals von der UNESCO zum Weltdokumentenerbe erklärt. Die Sammlung wird in der ägyptischen Botschaft in Paris aufbewahrt.

### Vermessung und Konzessionsvergabe
Die von der 1846 gegründeten Société d’Études du Canal de Suez veranlassten Planungsarbeiten, insbesondere die von Paul-Adrien Bourdaloue erstellte Vermessung und die von Alois Negrelli durchgeführten Untersuchungen, stellten den Irrtum über die unterschiedlichen Meereshöhen endgültig richtig. Unabhängig davon hatte etwa zur gleichen Zeit der in der staatlichen ägyptischen Bauverwaltung tätige Franzose Linant de Bellefonds den Isthmus erforscht und Pläne für einen Kanalbau ausgearbeitet.
Der französische Jurist und Diplomat Ferdinand de Lesseps hatte sich während seiner Dienstjahre in Alexandria und Kairo mit den Ideen eines Kanals zwar befasst, sie aber nicht weiter verfolgt. Als er im Alter von 55 Jahren schon im (unfreiwilligen) Ruhestand war, wurde Muhammad Said, mit dem er aus jungen Jahren befreundet war, zum ägyptischen Vizekönig ernannt. Lesseps gratulierte, wurde sofort nach Ägypten eingeladen und konnte Said nach kurzer Zeit so für die Idee begeistern, dass Lesseps am 30. November 1854 eine erste Konzession für den Bau des Suezkanals durch die von ihm zu gründende Compagnie universelle du canal maritime de Suez erhielt, die anschließend den Kanal während der nächsten 99 Jahre betreiben sollte. Die Konzession musste allerdings noch von der Hohen Pforte in Konstantinopel genehmigt werden.
Großbritannien übte diplomatischen Druck aus, um den Kanalbau zu verhindern, konnte Lesseps aber nicht davon abhalten, weitere Ausarbeitungen durch Linant-Bey und die Einberufung der Internationalen Kommission über die Durchstechung der Landenge von Suez mit Experten auch aus England zu veranlassen, an der wiederum Negrelli beteiligt war.
Nach einem positiven Zwischenbericht dieser Kommission erhielt Lesseps am 5. Januar 1856 von Said Pascha die zweite, detailliertere Konzession, mit der auch die Kanalbauarbeiten beschrieben und die Satzung der Suezkanal-Gesellschaft fixiert wurden.
Da es Großbritannien gelang, die Genehmigung der Konzession weiter zu verhindern, sah sich Lesseps aus finanziellen Gründen gezwungen, die Flucht nach vorne anzutreten und am 15. Dezember 1858 die Compagnie universelle du canal maritime de Suez zu gründen, eine ägyptische Gesellschaft mit Sitz in Alexandria und einer Hauptverwaltung in Paris, die auf eine möglichst internationale Beteiligung angelegt war. Die Aktienemission war wenig erfolgreich: lediglich knapp 56 % des Grundkapitals von 200 Mio. Francs wurden gezeichnet, überwiegend von französischen Investoren, so dass der Vizekönig einspringen und die restlichen 44 % übernehmen musste. Präsident der Gesellschaft war Lesseps, Vizepräsident wurde der Bankier Pasquale Revoltella aus Triest, der ebenfalls einen größeren Aktienanteil besaß.

### Bauphase

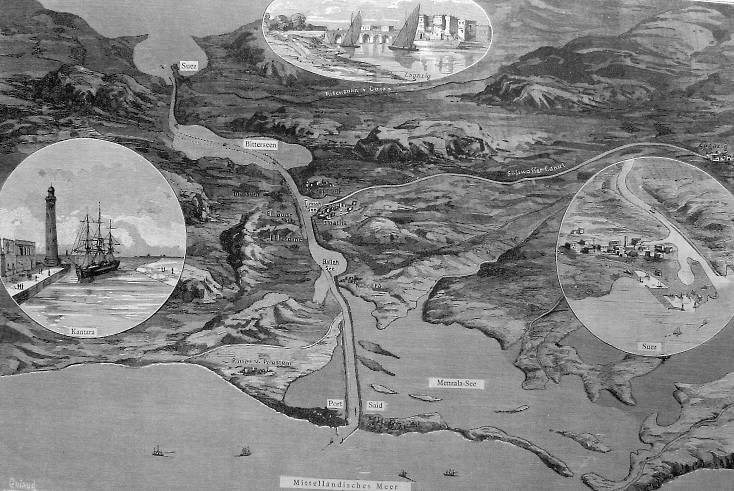
Schaubild des Suezkanals von 1882

Am 25. April 1859 wurden die Bauarbeiten feierlich auf dem Strandabschnitt eröffnet, an dem später der zu Ehren von Said Pascha „Port Said“ genannte Ort gebaut wurde.

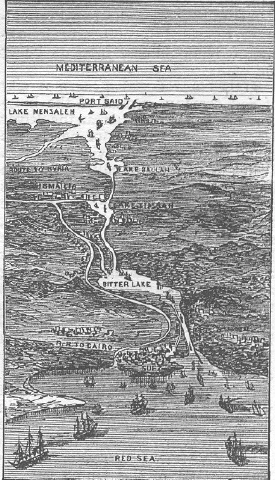
Zeichnung des Suezkanals von 1881

Entsprechend den Vorschlägen des am 1. Oktober 1858 gestorbenen Negrelli sah die Planung vor, den Kanal ohne Schleusen zu bauen und die nördliche Mündung des Kanals nicht am südlichsten Punkt der Bucht von Pelusium, sondern weiter westlich beim Menzalehsee anzulegen.

#### Bauarbeiten
Das Kanalbauprojekt war wohl das größte Bauprojekt seiner Zeit. Es musste in der Wüste und weitab von jeglicher Infrastruktur durchgeführt werden. Zunächst mussten am Strand ein Landungssteg, ein kleiner Leuchtturm, Lagerplätze und Baubaracken geschaffen werden, um Material und Geräte zur Baustelle bringen zu können. Alles Trinkwasser und die Verpflegung mussten angeliefert werden, anfangs mit bis zu 1.800 Lastkamelen. Alles Material, alle Werkzeuge, Maschinen, Kohle, Eisen und jedes Stück Holz musste aus Europa importiert werden. Für den Transport entlang der Kanalstrecke wurden Feldbahnen mit Dampflokomotiven gebaut, für die Kohle und Wasser bereitgehalten werden mussten. Die Maschinen für den Aushub der riesigen Sandmengen waren noch am Anfang ihrer Entwicklung und mussten erst konstruiert und gebaut werden. Der Aushub im Trockenen erfolgte von Hand, indem die bis zu 34.000 Arbeiter Binsenkörbe füllten und sie über Menschenketten zur Böschungskrone brachten. Sobald der Kanal tief genug war, wurde Wasser eingelassen und der weitere Aushub mit Baggerschiffen und neu entwickelten, schwimmenden Förderbändern ausgeführt. Am 18. November 1862 wurde der Wassereintritt in den Timsahsee gefeiert.

#### Süßwasserkanal
Wie schon in den Konzessionen vorgesehen, wurde von Anfang an mit großem Einsatz am Bau des Süßwasserkanals gearbeitet, der vom Nil durch das Wadi Tumilat zum Timsahsee führte und am 2. Februar 1862 fertiggestellt wurde. Die Abzweigung nach Süden und der Bau einer mit Dampfpumpen betriebenen Rohrleitung nach Port Said folgten anschließend.

#### Diplomatische Probleme
Großbritannien versuchte immer wieder durch diplomatischen Druck auf die Hohe Pforte, insbesondere nach dem Tod von Said Pascha, die Arbeiten einstellen zu lassen, da sie immer noch nicht vom Sultan genehmigt worden seien. Dies führte so weit, dass de Lesseps sich an Kaiser Napoleon III. wandte und erreichte, dass dieser in einem Schiedsspruch die Verhältnisse regelte und dass schließlich am 19. März 1866 der Firman des Sultans mit der endgültigen Genehmigung des Kanalbaus veröffentlicht wurde – rund sieben Jahre nach Baubeginn.

#### Fertigstellung des Suezkanals
Nach dem Schiedsspruch Napoléons brauchte Ägypten keine Arbeiter mehr für den Kanalbau abzustellen. Die Suezkanal-Gesellschaft engagierte Arbeiter aus dem ganzen Mittelmeerraum und setzte deutlich mehr Dampfbagger und andere mit Dampf getriebene Geräte ein.
Während der Kanalarbeiten wurden am nördlichen Ende der Ort Port Said gebaut und am Timsahsee der Ort Ismailia (benannt nach Ismail Pascha, dem Nachfolger von Said Pascha). Am südlichen Ende wurde der Ort Suez erheblich erweitert.
Eine Eisenbahn wurde von Kairo und Alexandria nach Ismailia geführt; die alte Wüstenbahn Kairo-Suez wurde aufgegeben.
Vom 18. März bis zum 24. Oktober 1869 wurden die Bitterseen mit Meerwasser gefüllt.
Zunächst war geplant, ohne Zwangsarbeiter auszukommen, in Ägypten war zu dieser Zeit die Corvée noch weitverbreitet. Erst als sich nicht genug freie Arbeitskräfte zu den niedrigen Löhnen fanden, wurden ägyptische Zwangsarbeiter eingesetzt. Dies führte zu Protesten, ab 1864 wurden keine Zwangsarbeiter, sondern nur noch freie Arbeiter eingesetzt. Insgesamt sollen während der zehnjährigen Bauzeit 1,5 Millionen Menschen, hauptsächlich Ägypter, am Kanalbau gearbeitet haben. Die häufig genannten hohen Zahlen an Todesfällen (bis zu 125.000) sind nicht belegt und dürften stark übertrieben sein. Die Cholera-Epidemie im Juni/Juli 1865 führte zwar dazu, dass die Arbeiter die Baustellen fluchtartig verließen, aber wohl nicht zu größeren Opferzahlen. Der Chefarzt der Baufirma gab die Anzahl der verstorbenen Arbeiter mit 1.000 an, jedoch liegen keine offiziellen Zahlen vor.

#### Eröffnung

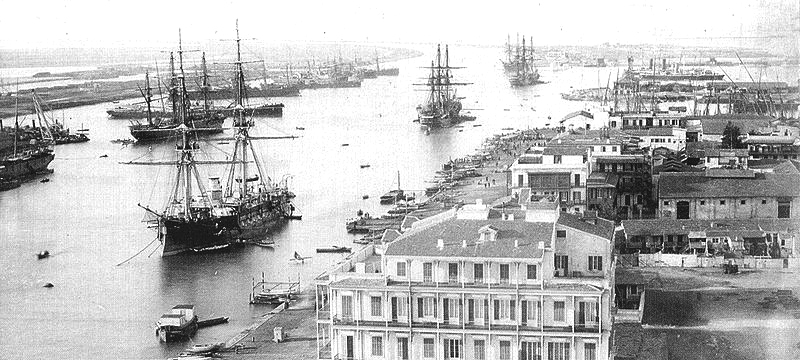
Auf die Kanalpassage wartende Schiffe in Port Said um 1880

Am 17. November 1869 fand im Beisein vieler Fürsten und vieler geladener Europäer die Eröffnung des Kanals unter dreitägigen Festlichkeiten statt, die den Khediven 20 Millionen Francs gekostet haben sollen. Eines der ersten deutschen Schiffe, die den Kanal durchfuhren, war die Hertha, die auch an den Eröffnungsfeierlichkeiten teilnahm.
Angeblich komponierte Giuseppe Verdi seine Oper Aida für dieses Fest. Dem wird jedoch widersprochen, da Aida erst 1871 in Kairo uraufgeführt wurde. Man bat Verdi, eine Hymne für die Kanaleinweihung zu schreiben, was er angeblich empört ablehnte – er wolle keine „Gelegenheitsstücke“ schreiben. Da Aida nicht zum Eröffnungstermin fertiggestellt war, wurde stattdessen sein Werk Rigoletto aufgeführt. Johann Strauss Sohn komponierte zu diesem Anlass den Egyptischen Marsch, der am 6. Juli 1869 erstmals aufgeführt wurde.
Anlässlich der Einweihung des Kanals finanzierte das auf Stereoskopien spezialisierte Pariser Familienunternehmen Léon & Lévy dem Fotografen Auguste-Rosalie Bisson die „Reise auf dem Nil“, von der rund 300 Aufnahmen reproduziert wurden.

#### Baukosten

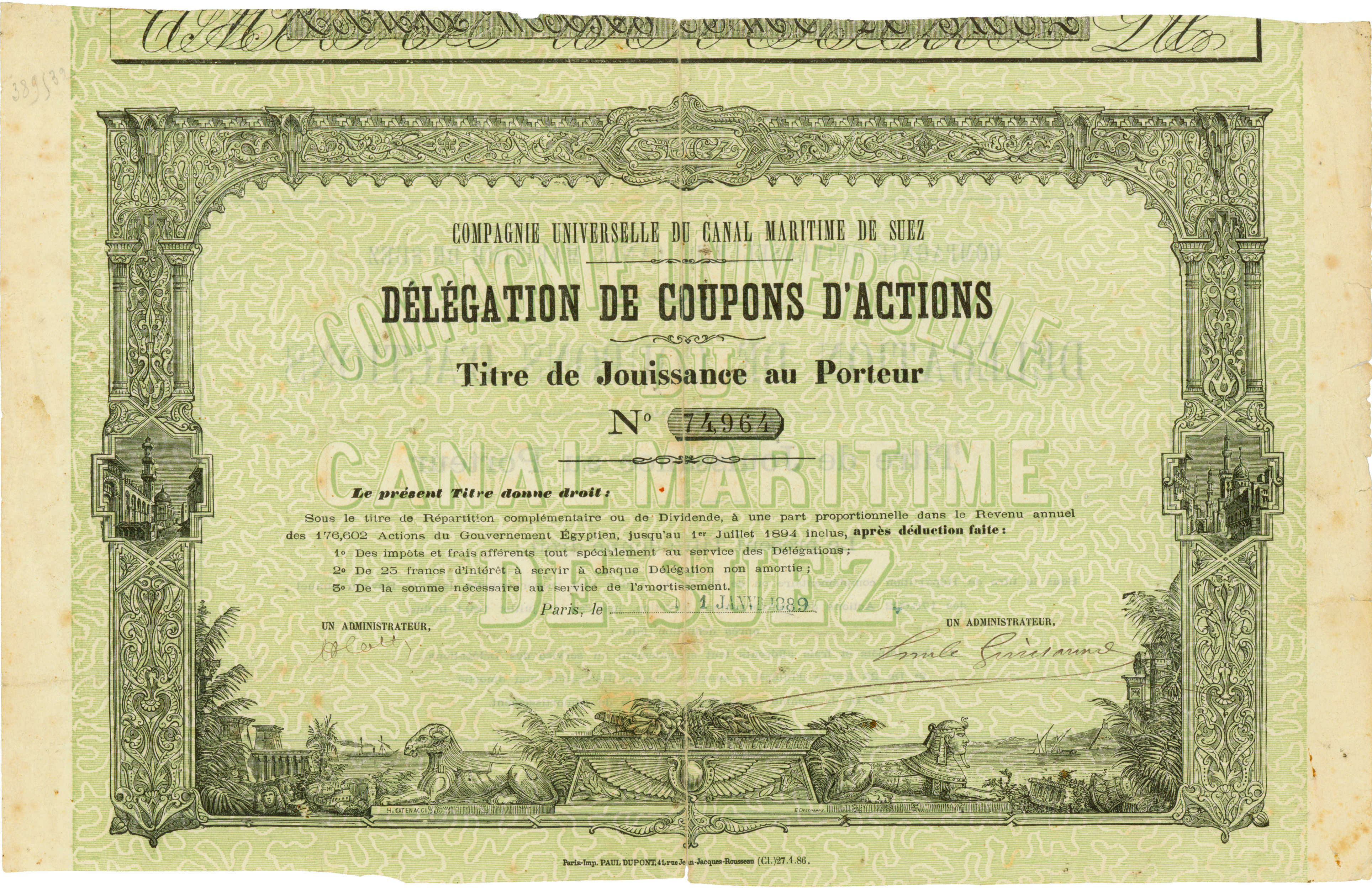
Genuss-Schein der Compagnie Universelle du Canal Maritime de Suez vom 1. Januar 1889

Bis zur Eröffnung des Suezkanals am 17. November 1869 waren Kosten von insgesamt 416 Mio. Francs aufgelaufen, die sich bis zur tatsächlichen Fertigstellung am 15. April 1871 auf 426 Mio. Francs erhöht hatten. Die Baukosten einschließlich der in den Beträgen enthaltenen Verwaltungskosten und der Zinsen für die Aktionäre scheinen durch das gezeichnete Aktienkapital, die gemäß verschiedener Vereinbarungen von Ägypten gezahlten Beträge, eine Kreditaufnahme und sonstige Einnahmen der Gesellschaft gedeckt gewesen zu sein.
Bis Ende 1884 wurden mit Einschluss der Verbesserungen für den Kanal 488 Mio. Francs verausgabt, wogegen die Aktiva 76,7 Mio. Francs betrugen.

### Die ersten Betriebsjahre
Der Betrieb des Kanals war anfangs unrentabel. Die Gebühreneinnahmen bis 1870 betrugen gerade 4 Millionen Francs; Ägypten stand vor dem Bankrott. Die Einnahmen der Gesellschaft ergaben 1872 zum ersten Mal einen Überschuss von 2 Mio. Francs, der 1887 auf 29,7 Mio. Francs stieg. Die Einnahmen bezifferten sich auf 60,5 Mio. Francs, die Ausgaben auf 30,8 Mio. Francs. 1875 übernahm die Regierung von Großbritannien den ägyptischen Aktienanteil und erhielt damit entscheidenden Einfluss auf den Kanal. Der Widerstand in der Bevölkerung gegen den Einfluss der Briten führte zur Urabi-Bewegung, deren Niederschlagung (1882) die Besetzung Ägyptens durch Großbritannien zur Folge hatte.

#### Wirtschaftliche Bedeutung
In den frühen 1880ern machten rund 80 Prozent des Handelsverkehrs durch den Suezkanal englische Schiffe aus. 1887 benutzten 3.137 Schiffe mit insgesamt 5.903.024 Nettoregistertonnen den Kanal. Die Zahl der Reisenden betrug 182.998 (einschließlich Soldaten).
Wirtschaftlich profitierten vom Suezkanal vor allem die Seehandelsmächte der Mittelmeerländer, die nun wesentlich schnellere Verbindungen als die Nord- und Westeuropäischen Seehandelsnationen, wie Großbritannien oder Deutschland, in den Nahen und Fernen Osten hatten. Größter Profiteur im Mittelmeerraum war Österreich-Ungarn, das sich nicht zufällig an Planung und Bau des Kanals beteiligt hatte. Die größte österreichische Seehandelsgesellschaft, der Österreichische Lloyd, erlebte nach Fertigstellung des Kanals eine rasante Expansion. Die Gesellschaft war Gesellschafter an der Compagnie Universelle du Canal de Suez, dessen Vizepräsident der Lloyd-Mitgründer Pasquale Revoltella war.

#### Entfernungsersparnis
Die eingesparte Zeit betrug im 19. Jahrhundert für eine angenommene Dampferfahrt nach Bombay von Brindisi und Triest 37 Tage, von Genua 32, von Marseille 31, von Bordeaux, Liverpool, London, Amsterdam und Hamburg 24 Tage. Danach lassen sich die Zeitersparnisse in der Fahrt nach anderen Häfen berechnen. Damals war auch in Betracht zu ziehen, ob die zu transportierenden Waren den kostspieligen Kanalzoll zu tragen vermögen. Manufakturen, Stahl, feine Metallwaren, Seide, Tee, Kaffee, Baumwolle etc. galten als kanalfähige Güter, während eine lange Fahrt vertragende Güter vorteilhafter den Weg um das Kap der Guten Hoffnung nahmen.
Nach heutigen Angaben der Reedereien verkürzt sich die Strecke von Singapur nach Rotterdam durch den Suezkanal um 6000 Kilometer und damit um neun Tage, verglichen mit der Route um Afrika. Somit sparen Liniendienste zwischen Asien und Europa durch diese kürzere Route 44 Prozent CO2.

### Lessepssche Migration
Durch den Bau des Kanals und die damit entstandene Verbindung von Mittelmeer und Rotem Meer ist der Austausch von Lebewesen zwischen diesen Faunengebieten möglich geworden. Die nach Ferdinand de Lesseps benannte Lessepssche Migration führte zu einem invasionsbiologischen Vorgang einer Vielzahl von Arten vom Roten Meer ins Mittelmeer. Am besten lässt sich die Migration bei Fischen beobachten, aber auch andere, unauffälligere Organismen breiteten sich durch den Kanal aus.

### Der Suezkanal in der politischen Auseinandersetzung

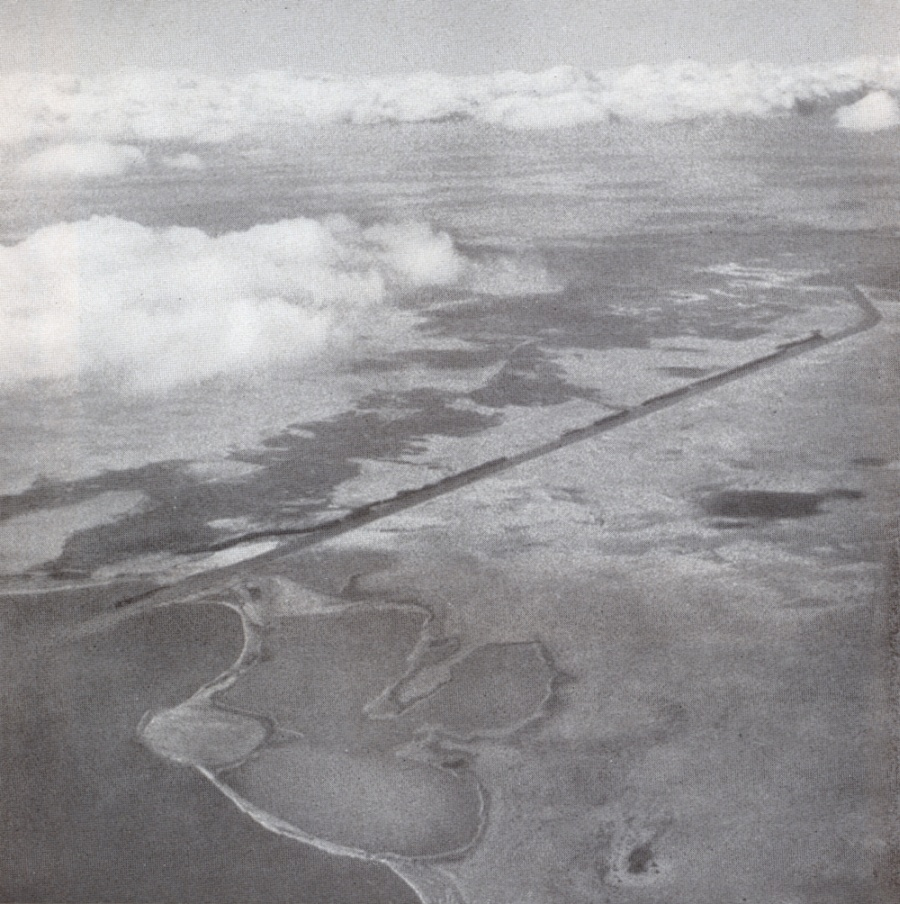
Der Suezkanal-Abschnitt von den Bitterseen (links) nach Ismailia (rechts) im Februar 1934, Luftbildfotografie von Walter Mittelholzer

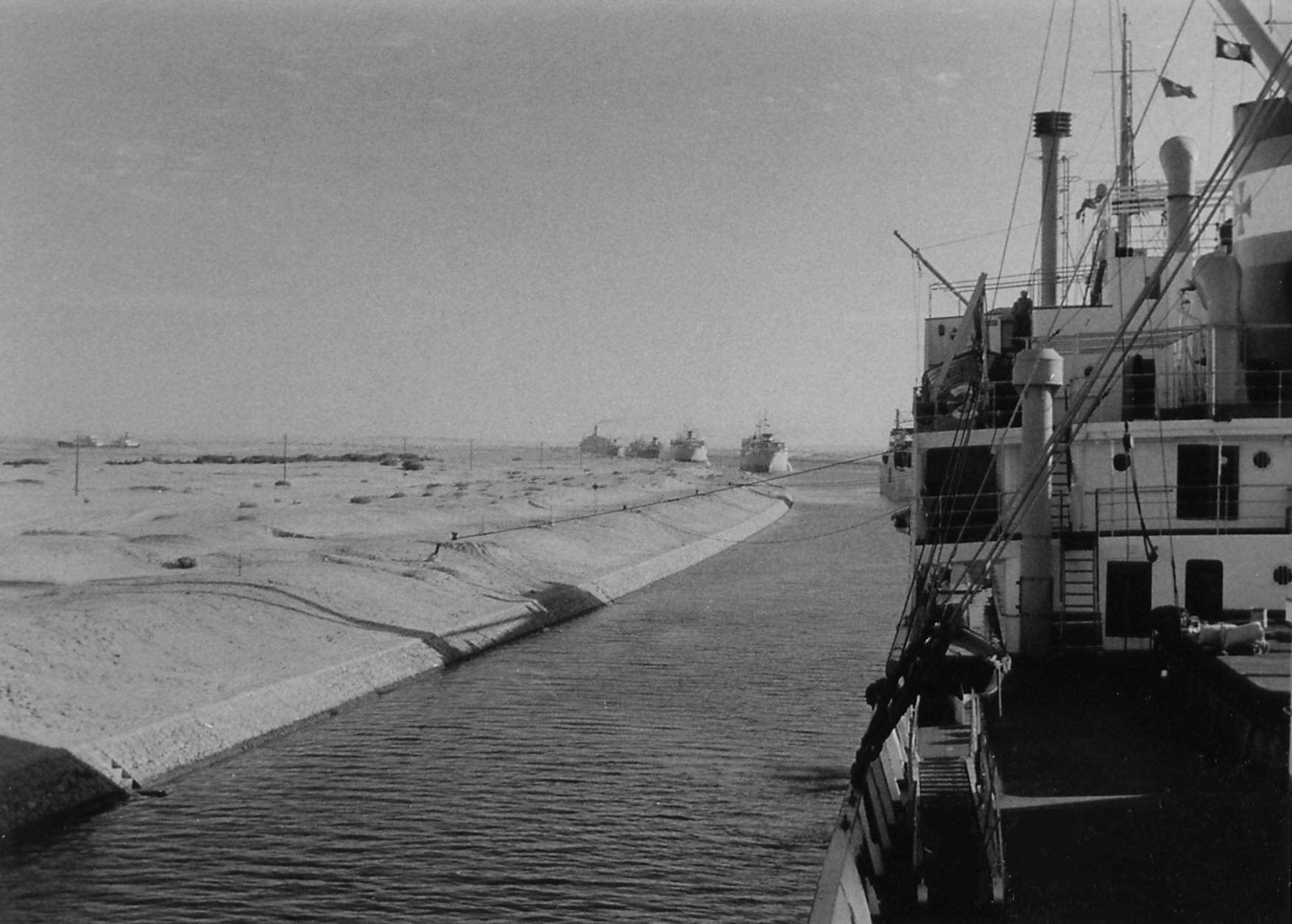
Ein Konvoi im November 1957 an einer Kanal-Ausweichstelle: vorn Passagierschiff Orcades, dahinter mehrere Tanker gefolgt von den Frachtschiffen

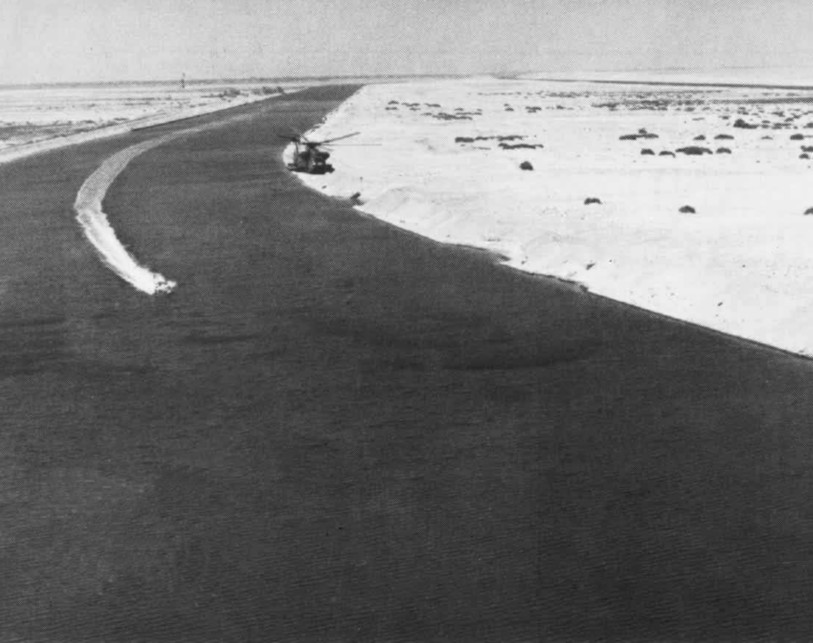
US-Hubschrauber räumen 1974 die Minen im Suezkanal

Am 29. Oktober 1888 wurde durch die Konvention von Konstantinopel der Suezkanal zu einer neutralen Zone erklärt und die freie Durchfahrt für Handels- und Kriegsschiffe proklamiert. Sie sollte in Friedens- und Kriegszeiten gelten. Die Schutzherrschaft wurde Großbritannien übertragen.
Gleichwohl wurde das Kanalgebiet im Ersten Weltkrieg zum Kriegsschauplatz. Großbritannien rief am 29. Oktober 1914 in Ägypten das Kriegsrecht aus; die Mittelmächte versuchten bis Mitte 1916, den Briten die Kontrolle über den Kanal streitig zu machen, so führte die osmanische Armee vom 26. Januar 1915 bis zum 4. Februar 1915 einen Angriff auf den Kanal aus.
Auch nachdem 1922 das Protektorat aufgehoben und das Königreich Ägypten errichtet worden war, behielt Großbritannien die Kontrolle über die Kanalzone. 1936 wurde diese vertraglich abgesichert. Eigentümer und wirtschaftlicher Nutznießer des Kanals, der inzwischen hohe Gewinne abwarf, blieb weiterhin die Compagnie universelle du canal maritime de Suez.
Die britische Kontrolle über den Kanal blieb auch im Zweiten Weltkrieg erhalten. Offensiven italienischer und deutsch-italienischer Truppen in Richtung Suezkanal im September 1940 bzw. ab Februar 1941 wurden zurückgeschlagen.
Am 27. April 1953 wurden Verhandlungen zwischen der neuen Führung Ägyptens unter General Nagib und der britischen Regierung über den Abzug der britischen Truppen aus der Kanalzone aufgenommen. Die Verhandlungen standen auch vor dem Hintergrund, Ägypten in die geplante Middle East Defence Organisation (später als CENTO gegründet) einzubinden. Die Verhandlungen scheiterten und wurden am 7. Mai auf unbestimmte Zeit vertagt. Ein Grund war die Befürchtung, eine Machtverschiebung in der Region könnte eine Gefährdung Israels darstellen. Ägypten zeigte sich bereit, mit Israel Frieden zu schließen, jedoch erst nach Abzug der britischen Truppen aus der Kanalzone. Am 14. Mai stellte Nasser, damals noch Premierminister, den Briten ein Ultimatum, die Truppen binnen drei Monaten abzuziehen. Durch ein Missverständnis kam es beim Dorf Kafr Abdou zu einem Schusswechsel, bei dem ein Ägypter verwundet wurde. In Port Said wurde ein britischer Soldat von einer Menschenmenge niedergestochen. Die Krise wurde Ende Juni durch Vermittlung Amerikas, Indiens und Pakistans vorläufig beigelegt.
Unter dem ägyptischen Präsidenten Nasser wurde der Kanal am 26. Juli 1956 verstaatlicht, also zwölf Jahre vor Ablauf der Konzession der Kanalgesellschaft. Dies löste die Suezkrise aus. Am 29. Oktober 1956 griffen israelische, britische und französische Truppen Ägypten an. Durch die diplomatische Intervention der UNO, der USA und der Sowjetunion (siehe auch: Suezkonferenzen) wurde die Auseinandersetzung jedoch relativ rasch beendet und der Kriegsschauplatz bereits am 22. Dezember 1956 wieder geräumt. Versenkte Schiffe versperrten die Durchfahrt jedoch noch bis 1957. Am 10. April 1957 passierte das italienische Schiff Oceania als Erstes den für den Schiffsverkehr wieder zugänglichen Suezkanal auf seiner Fahrt nach Australien.
Im Sechstagekrieg rückte Israel am 9. Juni 1967 wieder bis zum Kanal vor und besetzte sein Ostufer vollständig. Der Kanal blieb für die Schifffahrt geschlossen und stellte von da an die Grenze zwischen Ägypten und Israel dar. Israel errichtete am Ostufer eine Verteidigungslinie, die Bar-Lew-Linie. Im Jom-Kippur-Krieg wurde der Kanal am 6. Oktober 1973 von ägyptischen Truppen gestürmt und mittels neuartiger sowjetischer Pioniertechnik, darunter vor allem schnell zu errichtende Pontonbrücken vom Typ PMP, überwunden. Den Israelis gelang ebenfalls in einem Gegenangriff am 16. Oktober ein Brückenschlag über den Kanal. Am Kriegsende hatte sich Israel am Südwestufer festgesetzt, während die ägyptischen Armeen am Ostufer weitgehend eingeschlossen waren und drohten, aufgerieben zu werden. Gemäß dem Waffenstillstandsabkommen zogen sich die israelischen Truppen auf die Ostseite und von dort ein paar Kilometer weiter in den Sinai zurück. Der gesamte Kanal geriet so wieder vollständig unter ägyptische Kontrolle. Dies ermöglichte die Wiederöffnung des Kanals durch Ägypten am 4. Juni 1975.
Bei der Sperrung 1967 wurde eine Gruppe von 14 Schiffen – die Gelbe Flotte – in den Bitterseen im Kanal festgesetzt und konnte diesen erst nach acht Jahren 1975 wieder verlassen. Darunter waren die deutschen Schiffe Nordwind und Münsterland, die als einzige den Suezkanal aus eigener Kraft wieder verlassen konnten. Sie kehrten im Mai 1975 in den Hamburger Hafen, ihren Heimathafen zurück. Während der Sperrung gaben die Besatzungen der Schiffe eigene handgemalte „Briefmarken“ heraus, die von der ägyptischen Post anerkannt wurden.
Am Dienstag, den 22. Februar 2011, fuhren Kriegsschiffe aus dem Iran in den Suezkanal ein. Laut der israelischen Zeitung Jedi’ot Acharonot waren damit zum ersten Mal seit der islamischen Revolution 1979 wieder iranische Kriegsschiffe im Kanal. Benjamin Netanjahu empfand die Passage der iranischen Kriegsschiffe als „Versuch des Irans, seinen Einfluss in der Region auszuweiten“ und wollte das israelische Militärbudget der neuen Situation anpassen. Am 3. März 2011 passierten erneut iranische Kriegsschiffe den Kanal, wobei die Durchfahrt in den Medien Aufsehen erregte: „Die Durchfahrt hatte insbesondere in Israel politische Wellen geschlagen.“

### Erweiterung des Kanals 2014/15
Ägypten kündigte 2014 ein Erweiterungsprogramm für den Kanal an und begann im August des Jahres mit dem Bau eines neuen, rund 37 km langen Abschnittes zwischen dem Ballah-By-Pass und dem By-Pass, der in den Bittersee führt. Der neue Kanal verläuft östlich des bestehenden Kanals in einer mehrheitlich nahezu geraden Strecke und führt an dem engen Bogen am Timsahsee vorbei. Parallel erfolgte eine Erweiterung und Vertiefung der bereits bestehenden (westlichen) By-Pass-Strecken.
Der neue Kanal ermöglicht die gleichzeitige Passage der Schiffe in beide Richtungen. Die zunächst auf drei Jahre veranschlagte Bauzeit wurde auf ein Jahr reduziert. Die Baukosten sollen sich einschließlich zusätzlicher Infrastrukturmaßnahmen auf etwa 9 Milliarden US-Dollar belaufen, ursprünglich wurden rund vier Milliarden US-Dollar veranschlagt. Die Baggerschiff-Arbeiten wurden u. a. durch die Firmen DEME, Jan de Nul Group, Royal Boskalis Westminster und Van Oord durchgeführt. Der neue Kanal wurde eine Woche mit Containerschiffen getestet und am 6. August 2015 offiziell eröffnet. Ägypten rechnete mit zukünftigen jährlichen Einnahmen von 13,2 Milliarden US-Dollar gegenüber 5,3 Milliarden vor der Erweiterung. Experten sahen diesen Wert jedoch als überhöht an, da der Kanal schon zuvor nur zu 70 Prozent ausgelastet war.

## Gegenwärtiger Kanal

### Überblick

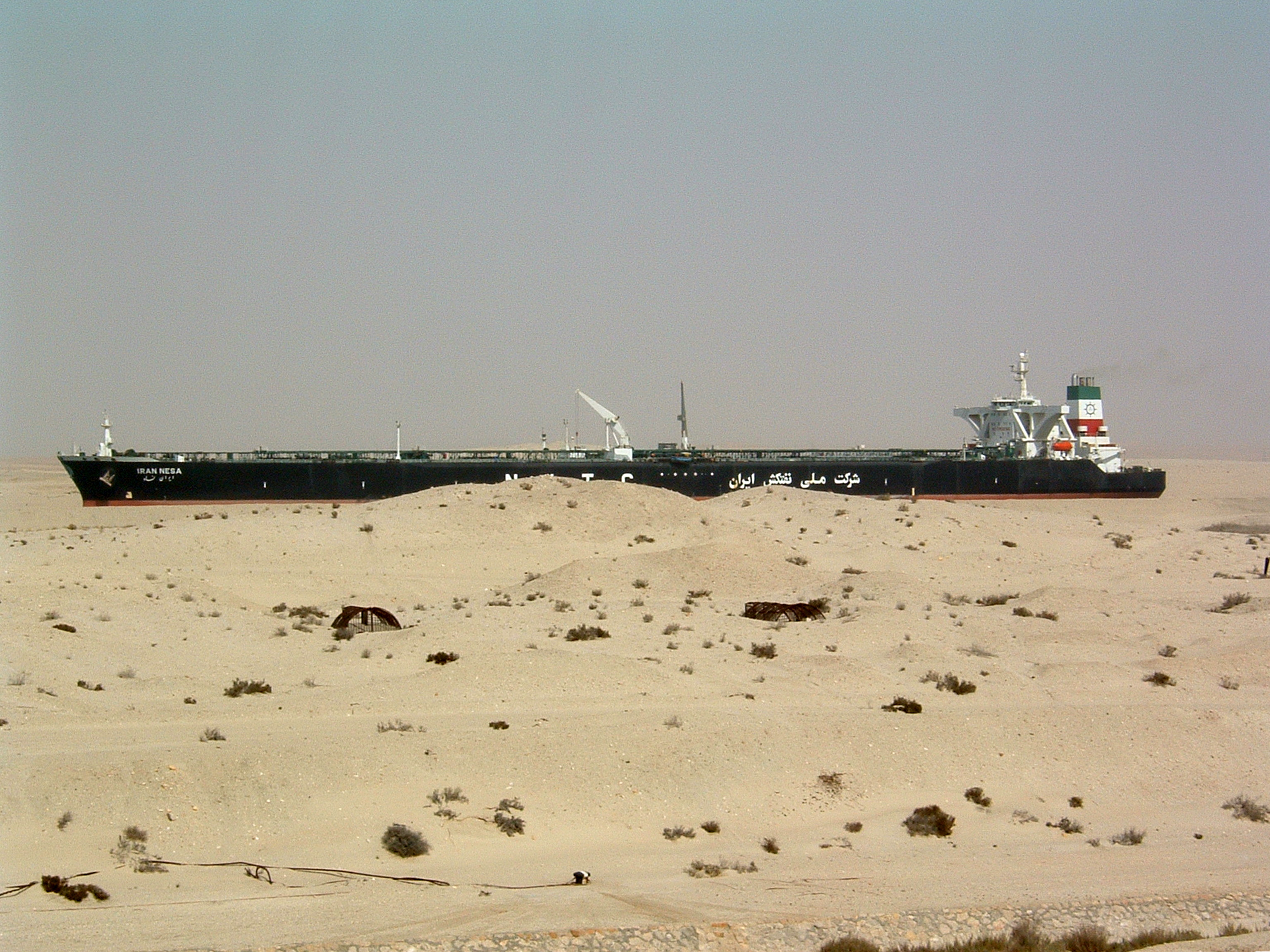
Öltanker Iran Nesa im Suezkanal

Der Suezkanal kann seit 2010 beladene Schiffe von 240.000 DWT aufnehmen. Nach Angaben der Suez Canal Authority vom Januar 2010 können alle gegenwärtig üblichen Handelsschiffe unbeladen mit Ballast passieren, auch große Tanker (VLCC und ULCC). Voll beladen können 62,6 % der Tanker, 96,8 % der Massengutfrachter (Bulk Carrier) und 100 % der Containerschiffe und anderen Schiffe passieren. Der Suezkanal kann im Prinzip auch von Spezialschiffen wie Bohrplattformen, Pontons usw. befahren werden. Schiffe, die zu groß für den Suezkanal sind, nennt man Capesize, genauere Angaben finden sich in der Größenangabe Suezmax. Solche Schiffe müssen Afrika über das Kap der Guten Hoffnung umfahren.

### Streckenführung und Dimensionen

#### Streckenführung

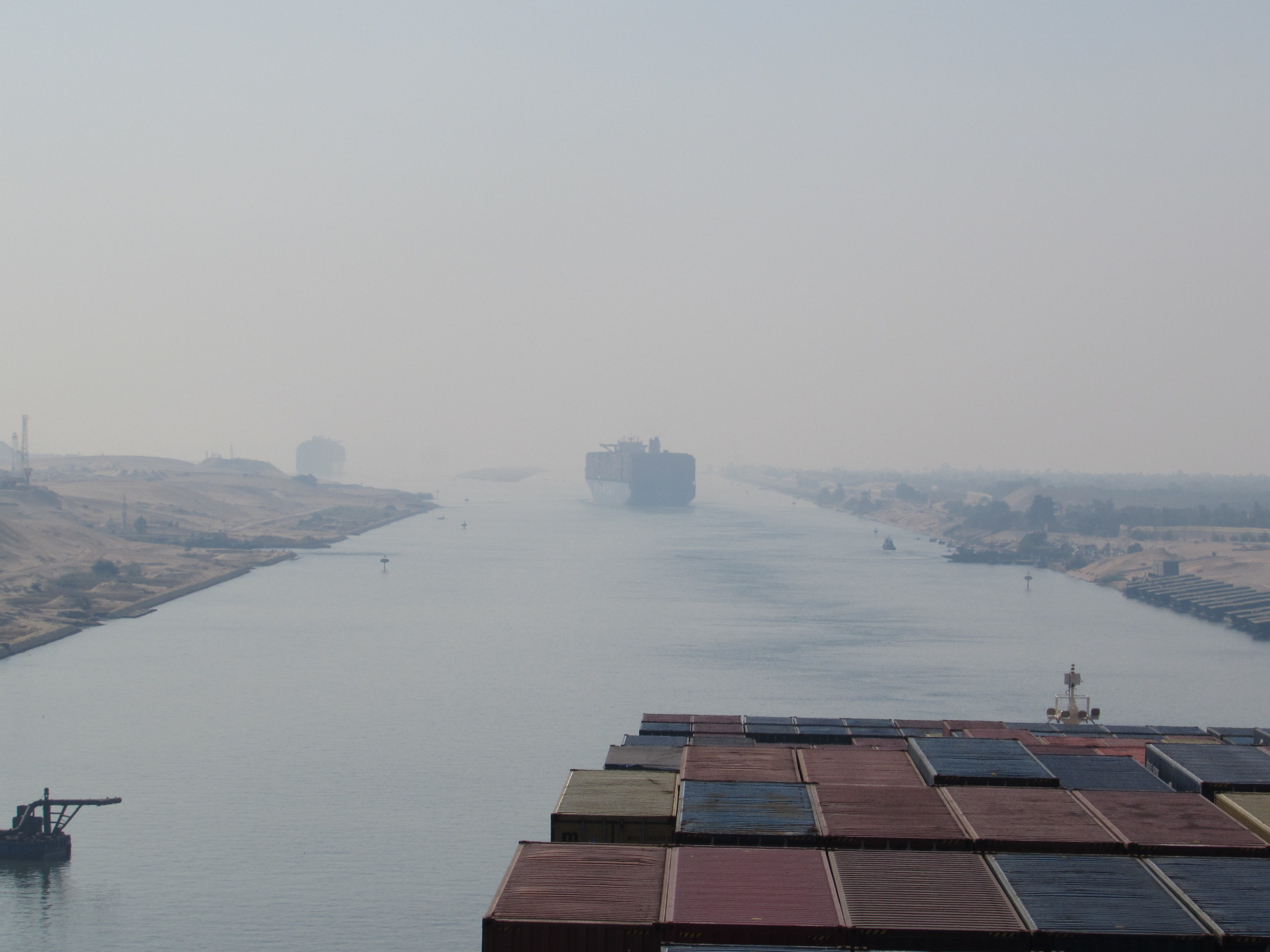
2014 südfahrend Einfahrt in den By-Pass unmittelbar nördlich des Großen Bittersees

Im Norden beginnt der Suezkanal mit der Einfahrt zum Hafen Port Said bzw. zum Eastern Entrance, der zur Entlastung des Hafens und als Zufahrt zu dem neuen östlichen Hafen dient. Nach ca. 18 km vereinigt sich der östliche Zweig mit dem von Port Said direkt nach Süden führenden Hauptkanal. Dieser führt weiter durch das früher als Menzalehsee bezeichnete Schwemmland, das unter landwirtschaftlichen Flächen weitgehend verschwunden ist, und durch die beiden Hälften des Ortes El Qantara, bis er nach ca. 33,5 km den Ballah-By-Pass erreicht, der mit einer Länge von 10 km den früheren Ballahsee ersetzt. Nach einer leichten Biegung Richtung SSW und weiteren 17 km erreicht der Kanal den Timsahsee mit der Stadt Ismailia. Seit 2009 führt der Kanal in einer Kurve mit großem Radius am östlichen Rand des Sees vorbei. Nach 16 km beginnt der By-Pass, der in südöstlicher Richtung in den Großen Bittersee und zu den dortigen Wartezonen führt. Die ineinander übergehenden Bitterseen haben zusammen mit diesem By-Pass eine Länge von ca. 40 km. Eine leichte Kurve und die letzte, direkt nach Süden führende Strecke von ca. 27,25 km führen zu dem Ausgang in Port Taufiq unmittelbar neben dem Hafen von Suez.
Der 2015 eröffnete, rund 37 km lange, östlich des bisherigen Kanals verlaufende neue Kanal beginnt am Ende des Ballah-By-Pass, schneidet in fast gerader Linie die Kurve am Timsahsee ab und endet an dem in den Großen Bittersee führenden By-Pass. Zusammen mit den existierenden By-Pässen und Vertiefungen im Bittersee ergibt sich dadurch eine Strecke von 72 km Länge, auf der in getrennten Kanälen bzw. Fahrrinnen gleichzeitig in beide Richtungen gefahren werden kann.
Schifffahrtstechnisch beginnt der Suezkanal an der Tonne, die 22 km vor Port Said den Beginn der Einfahrtsrinne und der Wartezonen markiert und endet 9 km südlich des südlichen Ausgangs von Port Taufiq. Daraus ergibt sich eine Gesamtlänge von 193,30 km.

#### Ausmaße
Der Kanal hatte ursprünglich eine über Land führende Länge von 162,25 km (Port Said bis Ismailia: 78,5 km; Ismailia bis Port Taufiq: 83,75 km). Von Port Said aus führt ein 2,4 km langer Wellenbrecher ins Mittelmeer hinaus, der ursprünglich den durch die West-Ost-Strömung angeschwemmten Nilschlamm abhalten sollte.
Im Zuge der Vertiefung von 2009 wurde auch eine Kurve mit großem Radius gebaut, mit der der Timsahsee mit seiner engen Kurve seitlich liegen gelassen wurde. Dadurch verkürzte sich die Länge des Kanals geringfügig.
Der 2015 eröffnete parallele Kanal begradigt die Strecke zwischen dem Ballah-By-Pass und dem Großen Bittersee fast vollständig und verkürzt die Länge für die eine Fahrtrichtung um rund einen Kilometer.

Schema der Vergrößerung des Kanalquerschnitts

Der Kanal hat seit 2010 eine Wassertiefe von 24 Meter (gegenüber ursprünglich acht Meter im Jahre 1869 bzw. 1872 nach der endgültigen Fertigstellung).
Im Norden ist der Kanal am Wasserspiegel 345 m und an der Sohle 215 m breit. Im Süden liegen die entsprechenden Maße bei 280 m und 195 m.
Der Querschnitt des Kanals beträgt 4800 m² im Norden und 4350 m² im Süden. Die nebenstehende Grafik vermittelt einen Eindruck von der Vergrößerung des Kanals gegenüber den ursprünglichen 304 m².

#### Gezeiten
Der Tidenhub beträgt 0,5 bis 0,7 m in Port Said (im Norden) und 0,8 m bis 1,4 m in Suez (im Süden) (nach anderen Angaben bis zu 2 m). Der Suezkanal hat deshalb nur am südlichen Ende eine geringe Gezeitenströmung.

#### Begegnungsstellen
Der Kanal wird nach wie vor einspurig befahren. Er hatte deshalb drei Begegnungsstellen von insgesamt 78 km Länge: Port Said Eastern Entrance, Ballah By-Pass, Großer Bittersee mit Wartezonen. Durch den neuen Kanalabschnitt wurde die 72 km lange Strecke vom Ballah-By-Pass bis zum Ausgang des Großen Bittersees gleichzeitig in beide Richtungen befahrbar.

### Querungen

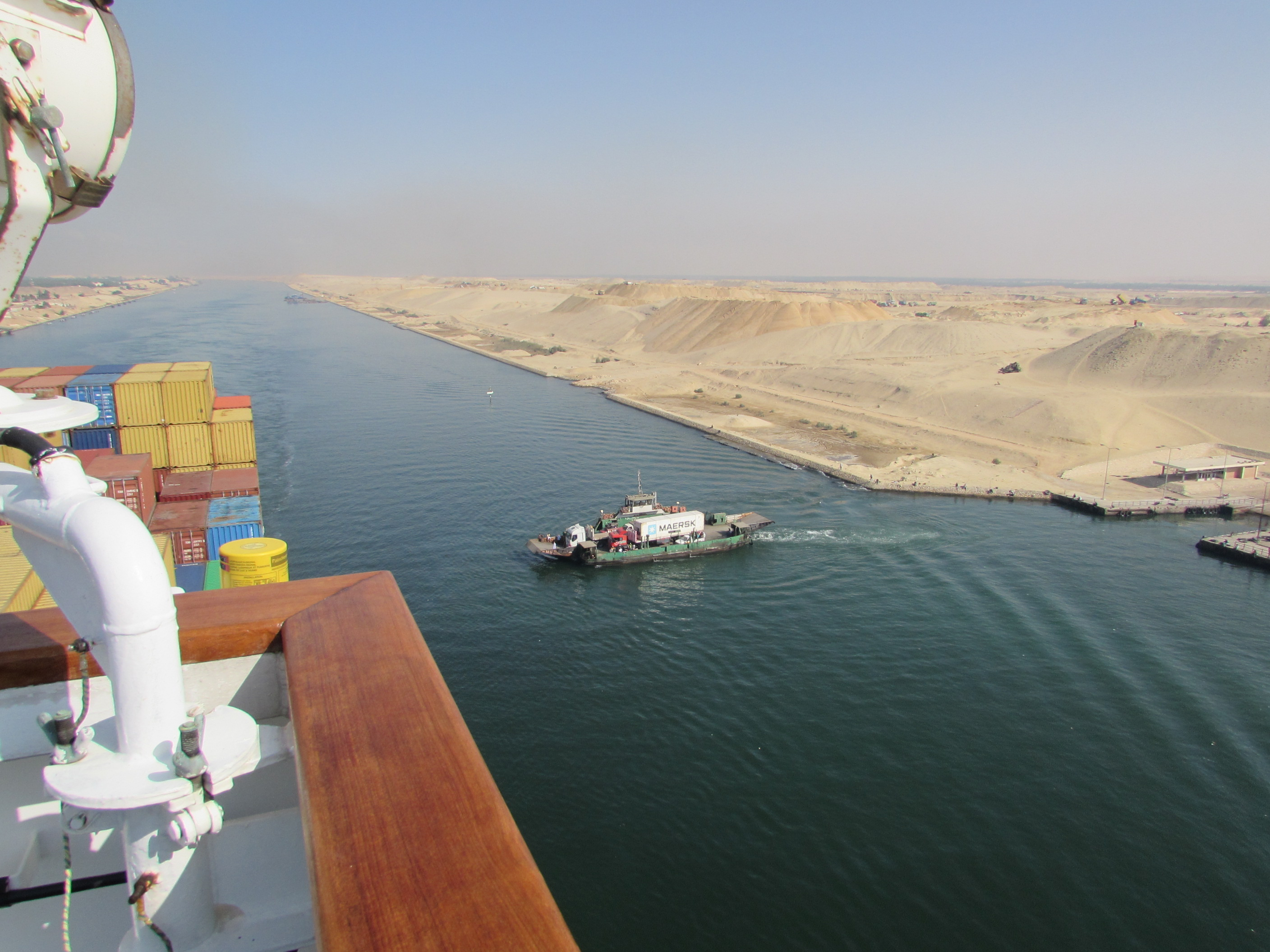
Sarabum-Fährverbindung im Suezkanal

Neben den 14 Fährverbindungen mit 36 Fährschiffen (Auto- und Personenfähren) existieren zwei Brücken, ein Tunnel und Kanal- bzw. Leitungsquerungen. Im Anschluss an den Bau des neuen Kanalabschnitts sind weitere Tunnel geplant.

#### Suezkanal-Brücke

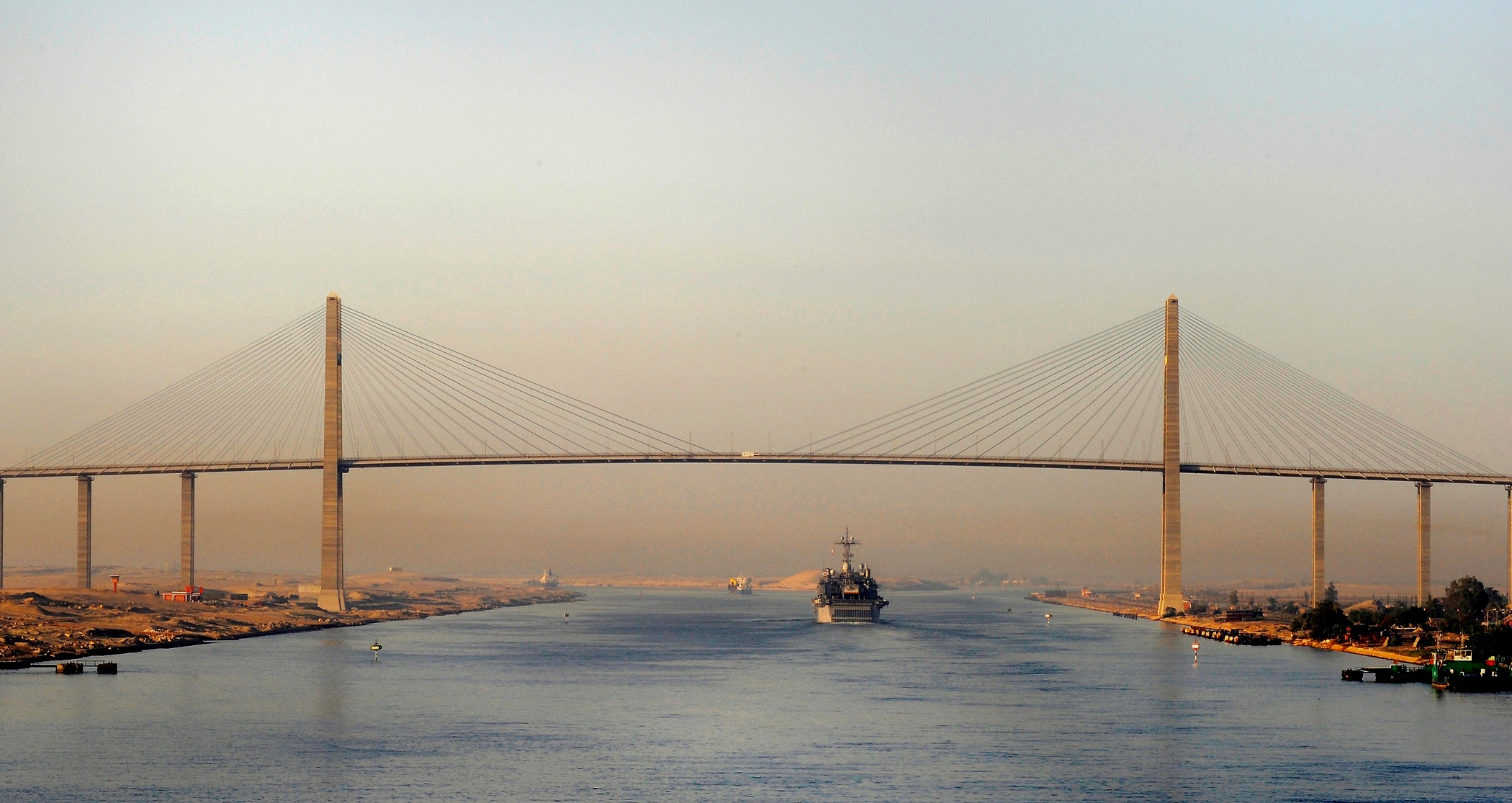
Suezkanal-Brücke

Ungefähr drei Kilometer südlich von al-Qantara überquert die Suezkanal-Brücke (bis 2011: Mubarak-Friedensbrücke) genannte, vierspurige Schrägseilbrücke den Kanal in 70 m Höhe. Ihre lichte Höhe ist damit 2 m höher als die zulässige maximale Höhe (68 m) der Schiffe. Die größte Spannweite der Brücke, die insgesamt 3,9 km lang ist, beträgt 404 m. Die Pylone sind 154 m hoch. Das Bauwerk wurde mit japanischer Unterstützung errichtet und am 9. Oktober 2001 von Präsident Mubarak eröffnet. Sie ist Teil eines größeren Projektes zur Entwicklung des Sinai.

#### El-Ferdan-Brücke

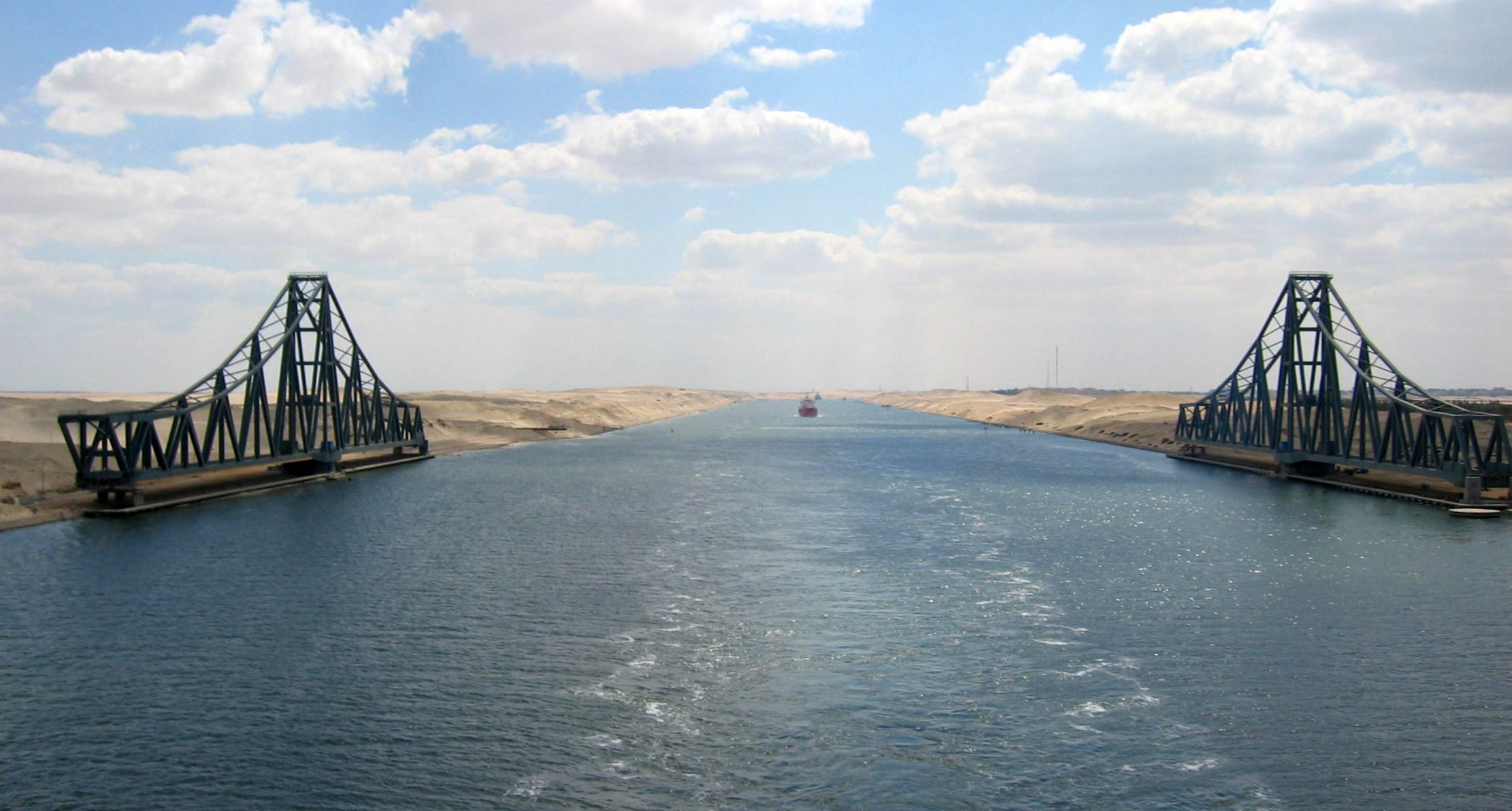
El-Ferdan-Brücke

Ungefähr zwölf Kilometer nördlich von Ismailia steht seit 2001 wieder eine Eisenbahn- und Straßenbrücke. Die El-Ferdan-Brücke ist mit 340 m Spannweite die längste Drehbrücke der Welt. An gleicher Stelle wurden zuvor schon zwei Brücken errichtet: Der erste Bau aus dem Jahr 1954 wurde abgerissen, derjenige aus dem Jahr 1963 wurde 1967 im Krieg mit Israel zerstört. Die jetzige Brücke wurde von einem Konsortium unter Führung der Krupp Stahlbau GmbH & Co. KG erbaut.
30° 39′ 25,3″ N, 32° 20′ 3,7″ O

#### Ahmed-Hamdi-Tunnel

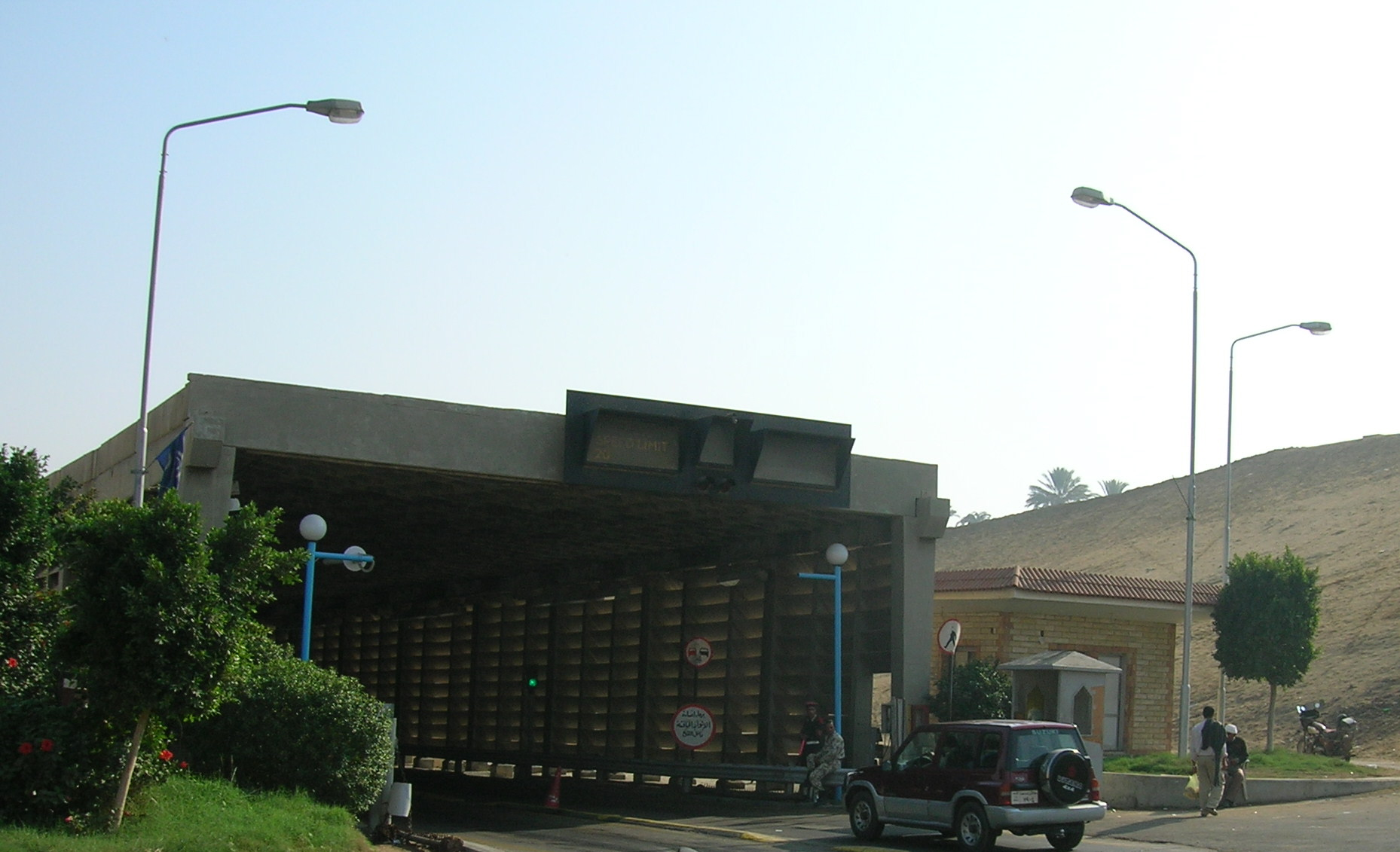
Westlicher Eingang des Ahmed-Hamdi-Tunnels

Der Ahmed-Hamdi-Tunnel, ein Straßentunnel unter dem Suezkanal mit je einer Fahrspur, wurde ursprünglich 1983 eröffnet. Bald danach zeigten sich Undichtigkeiten, die umfangreiche Renovierungsarbeiten erforderten, die von 1992 bis 1995 mit Unterstützung Japans ausgeführt wurden. Der Tunnel stellt eine Verbindung zwischen Kairo und der Halbinsel Sinai her, liegt 17 km nördlich von Suez und ist 1704 m lang sowie 42 m tief. 30° 5′ 26″ N, 32° 34′ 15″ O Der Tunnel ist benannt nach Ahmed Hamdi (1929–1973), einem ägyptischen Ingenieur und General im Yom-Kippur-Krieg.

#### Bewässerungskanal bei Serapeum
Bei Serapeum unterquert ein Bewässerungskanal den Suezkanal in einem Düker. 30° 27′ 19″ N, 32° 20′ 59″ O

#### As-Salam-Kanal
Mit dem As-Salam-Kanal (Friedenskanal) wird Wasser aus dem Damietta-Arm des Nils nach Osten geleitet. Er unterquert den Suezkanal ca. 27 km südlich von Port Said (31° 1′ 8,4″ N, 32° 18′ 36,7″ O). Der Kanal ist Teil eines großen Entwicklungsprojektes, das die Bewässerung und Besiedelung großer trockener Gebiete im Norden der Sinai-Halbinsel vorsieht. Das erste Teilstück wurde 1996, der Düker unter dem Suezkanal im Oktober 1997 fertiggestellt. 2009 ist in Google Earth erkennbar, dass der hier nach seinem Sponsor Scheich el Djaber el Sabbah, dem Emir von Kuweit, benannte Kanal um 78 km (Luftlinie) nach Osten verlängert wurde. Eine Abzweigung führt westlich des Suezkanals nach Süden bis in die Gegend der Bitterseen. Wie bei vielen großen Bewässerungsprojekten werden auch hier die Wasserqualität, die Größe des Projektes, seine Kosten und die Auswirkungen auf die Gebiete kontrovers diskutiert. Seine Fortführung steht zur Debatte.

#### Freileitungskreuzung
Eine 500-kV-Freileitung kreuzt seit 1998 den Suezkanal ungefähr acht Kilometer nördlich von Port Taufiq. Da eine Durchfahrtshöhe von 152 Meter gefordert wurde, mussten die für diese Leitung verwendeten Masten 226 Meter hoch sein. Beide Masten sind mit vier Traversen ausgestattet, drei Traversen für die Leiterseile und einer Zusatztraverse zum Abfangen herabstürzender Leiterseile im Fall eines Isolatorenbruchs.
29° 59′ 46,7″ N, 32° 35′ 1,5″ O

### Verkürzung der Entfernungen
Für den überwiegenden Teil der Schifffahrt zwischen dem Nordatlantik (USA und Europa) und Vorderasien/Asien verkürzt die Benutzung des Suezkanals die Entfernungen erheblich.
| Streckenbeispiele          | via Suezkanal (Seemeilen) | via Kapstadt (Seemeilen) | Ersparnis (Seemeilen) | in % |
| -------------------------- | ------------------------- | ------------------------ | --------------------- | ---- |
| Ras Tanura – Rotterdam     | 6.436                     | 11.169                   | 4.733                 | 42   |
| Ras Tanura – New York City | 8.281                     | 11.794                   | 3.513                 | 30   |
| Singapur – Rotterdam       | 8.281                     | 11.755                   | 3.474                 | 30   |

## Verwaltung des Kanals

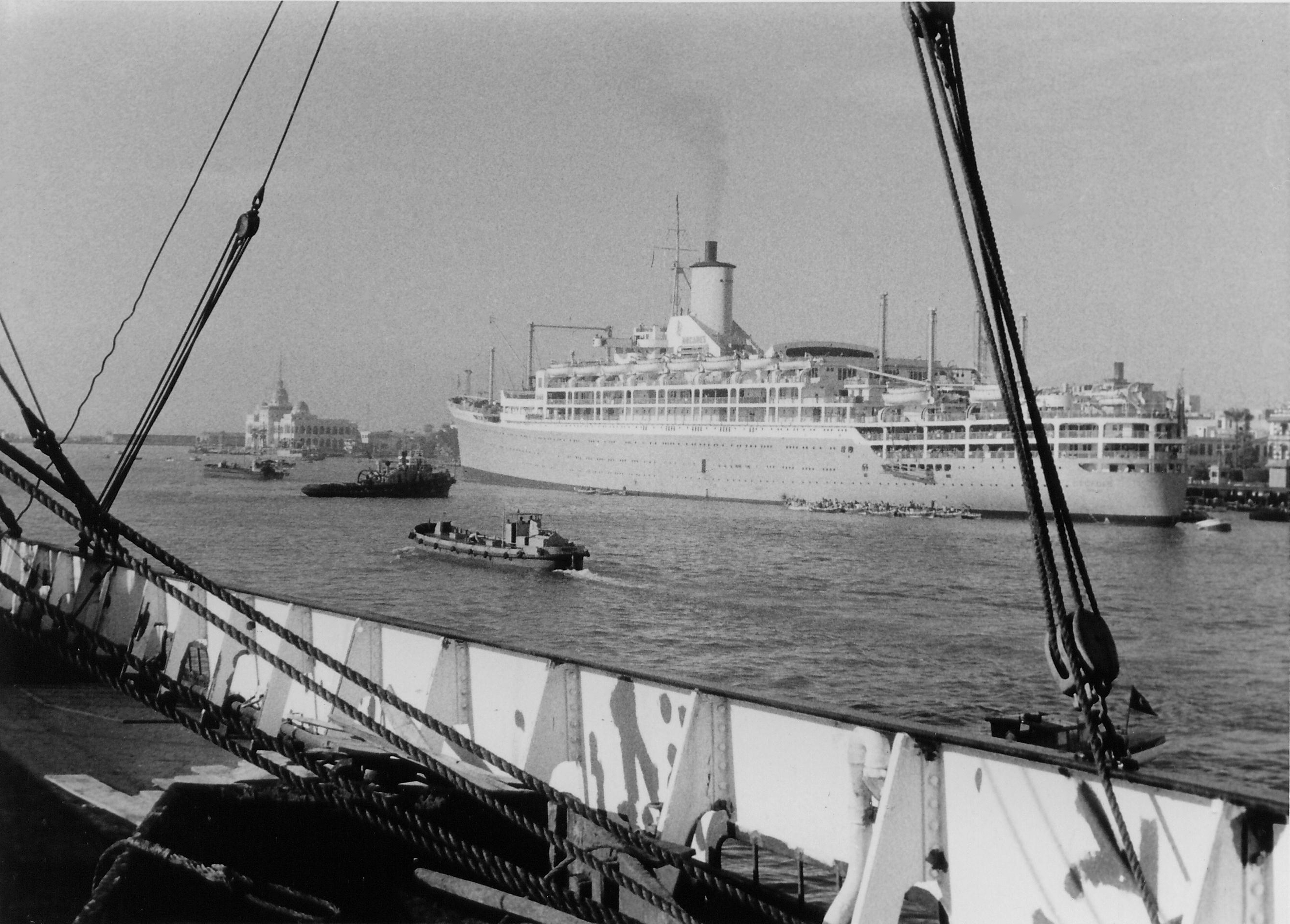
Port Said, im Vordergrund Kurs Süd liegend die Orcades, im Hintergrund das Gebäude der Suez Canal Authority, November 1957

Eigentümer des Kanals ist die seit dem 26. Juli 1956 bestehende Suez Canal Authority (SCA), die für Betrieb, Wartung, Reparatur und Erweiterung des Kanals und die Sicherheit des Verkehrs verantwortlich ist. Sie stellt die Verkehrsregeln (Rules of Navigation) und die Gebührentabellen (Tolls) auf und zieht die Gebühren ein.

### Sicherheitsvorkehrungen
Der Kanal wird durch das erwähnte Verkehrsleitsystem überwacht. Die Rules of Navigation enthalten detaillierte Anforderungen an die technische Ausrüstung der Schiffe. Unter anderem müssen starke Scheinwerfer, Festmachleinen und Boote zum Festmachen (samt der örtlichen lizenzierten Crew) mitgeführt werden. Entlang des Kanals sind alle 125 m Poller zum Festmachen der Schiffe vorhanden. Die SCA hält Schlepper für Notfälle bereit. Der Verkehr verläuft praktisch unfallfrei. Dennoch blockierte der 85.000-DWT-Öltanker Tropic im November 2004 infolge eines Maschinenschadens die Fahrrinne für einige Tage. Am 23. März 2021 stellte sich das unter panamaischer Flagge fahrende Containerschiff Ever Given auf dem Weg von Yangshan nach Rotterdam quer und blockierte mit seinen 400 m Länge unweit von der südlichen Einfahrt bei Suez den Kanal bis zum 29. März 2021 komplett.

### Verkehrssystem

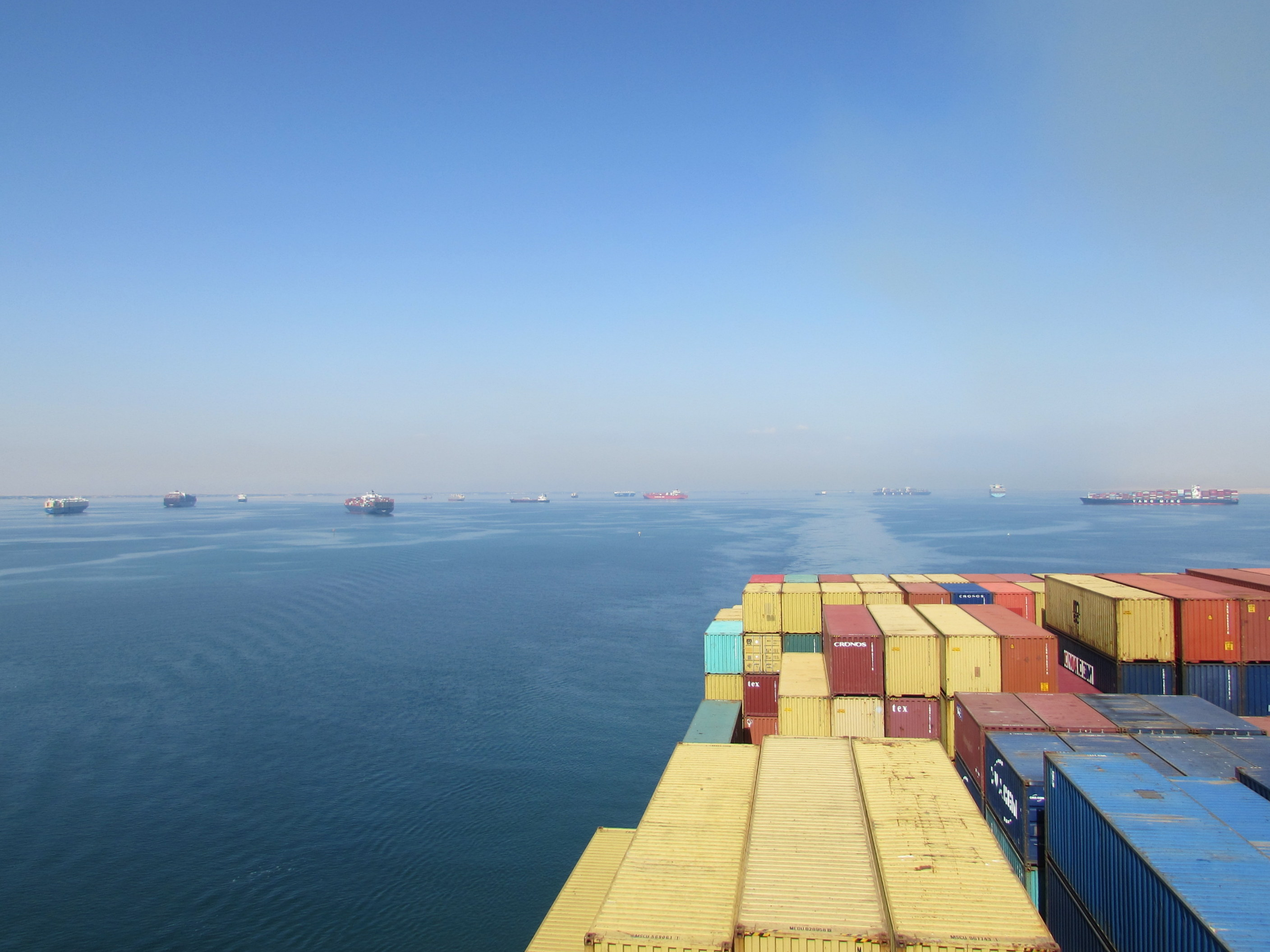
Passage durch den Bittersee im Oktober 2014: Südfahrender Schiffskonvoi fährt durch, nordfahrender Konvoi wartet im See

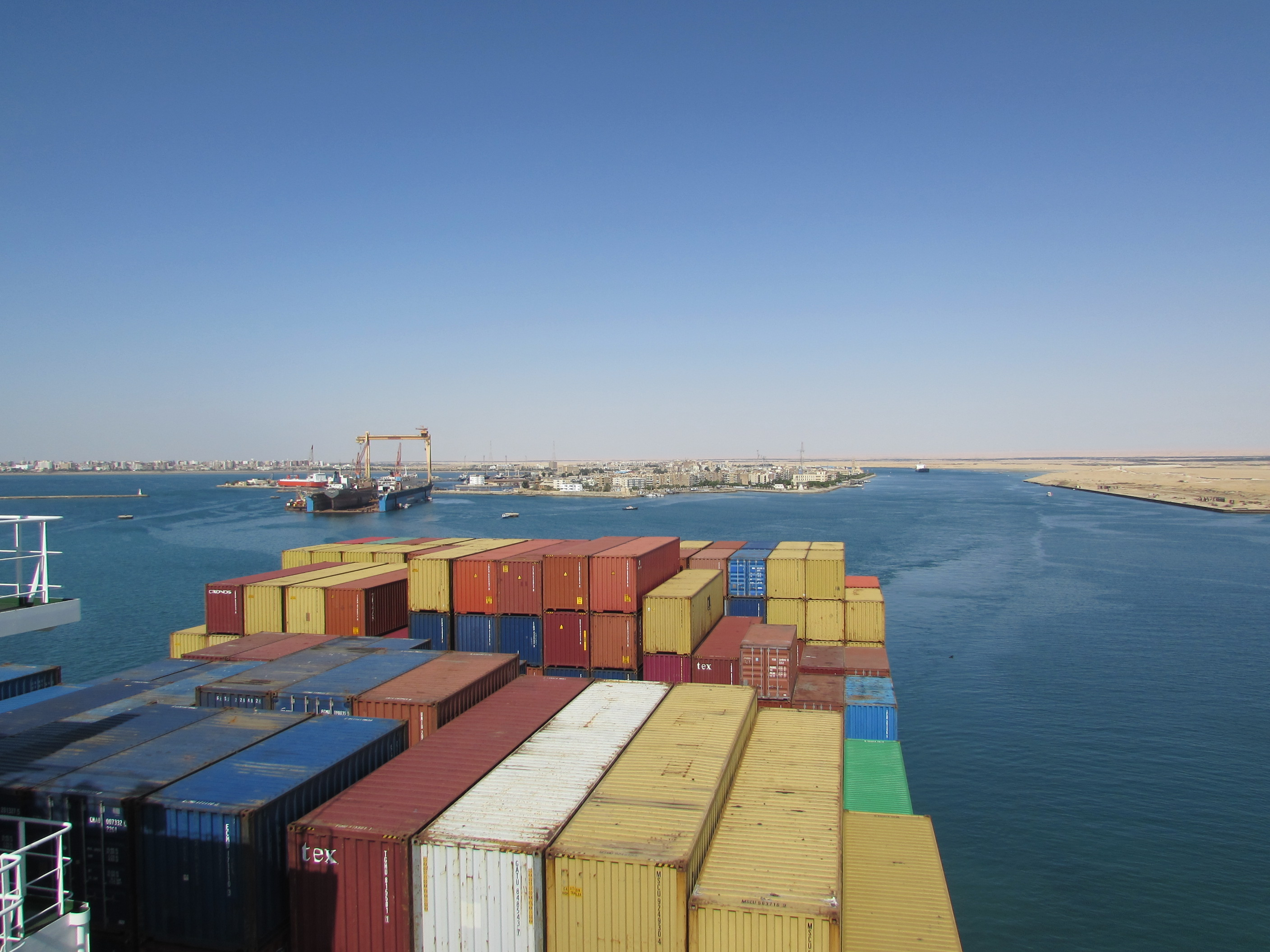
Südliches Kanalende, Hafen von Suez, Oktober 2014

Der Schiffsverkehr wird durch ein radar- und computergesteuertes Verkehrsleitsystem überwacht und gesteuert.
Im gesamten Kanal besteht Lotsenpflicht. Für jede Fahrt sind vier Lotsen zuständig und zwar für:
- die nördliche Einfahrt bis Port Said
- Port Said bis Ismailia
- Ismailia bis Port Taufiq (Suez)
- Port Taufiq bis offene See

Die Höchstgeschwindigkeit beträgt 11–16 km/h je nach Streckenabschnitt und der Gezeitenströmung im Südende des Kanals. Ein Mindestabstand von 2 bis 3 km ist einzuhalten.
Es wird wie im Einbahnverkehr und in Konvois gefahren, die von der Suez Canal Authority nach bestimmten Kriterien zusammengestellt werden (Gefahrenklassen, Schiffskategorien, Anmeldezeitpunkt).
Seit der neue Kanalabschnitt 2015 eröffnet wurde, fährt täglich je ein Konvoi in beide Richtungen, und zwar um 3:30 Uhr ab Port Said und um 4:00 ab Port Taufiq/Suez. Beide Konvois können auf den jetzt parallelen Kanalabschnitten ohne Halt durchfahren.
Die Durchfahrt verkürzt sich dadurch für beide Konvois auf elf Stunden. Außerdem wird eine Reduzierung der Wartezeiten an den Kanaleingängen von den bisherigen acht bis elf Stunden auf nur noch drei Stunden erwartet. Man hofft, dass sich die Zahl der täglichen Schiffspassagen von gegenwärtig 45 langfristig auf 97 Schiffe erhöhen wird.

### Zulässige Schiffsgrößen
Der zulässige Tiefgang beträgt seit Januar 2010 max. 66 ft bzw. 20,1 m. Dies gilt für Schiffe bis zu einer Breite von 50 m. Der max. Tiefgang reduziert sich bei breiteren Schiffen schrittweise bis auf 40 ft bzw. 12,2 m für Schiffe mit einer Breite von 254 ft 3 in bzw. 77,49 m. Es ist geplant, auch die Ausweichkanäle entsprechend zu vertiefen. Eine Machbarkeitsstudie für eine weitere Vergrößerung des Tiefgangs auf 72 ft bzw. 21,95 m ist in Arbeit.
Die Länge der Schiffe ist nicht beschränkt.
Die zulässige Höhe beträgt max. 68 m.
Die zulässige Breite beträgt max.:
- 254 ft 3 in bzw. 77,49 m nach spezieller Anfrage bei der SCA
- 245 ft 3 in bzw. 74,75 m bei Windgeschwindigkeiten unter 10 kn
- 210 ft bzw. 64,0 m ohne Einschränkungen.[64]

### Gebühren und Einnahmen
Die Gebühren werden nach einer Tabelle anhand der „Suez Canal Net Tonnage“ (SCNT) in Sonderziehungsrechten berechnet und können aktuell (2021) in US-Dollar, Euro, Pfund Sterling sowie in sechs weiteren Währungen gezahlt werden. Die Maut für Schiffe, die unter ägyptischer Flagge fahren, von Ägyptern gechartert sind oder diesen gehören, kann darüber hinaus auch in der einheimischen Währung entrichtet werden.
Die Suez Canal Net Tonnage ergibt sich aus dem „Suez Canal Special Tonnage Certificate“, das jedes Schiff bei jeder Einfahrt benötigt und das von den verschiedenen Klassifikationsgesellschaften ausgestellt wird. Die Regeln für diese Schiffsvermessung wurden ursprünglich durch eine internationale Kommission 1873 in Konstantinopel festgelegt und finden sich heute nach zwischenzeitlichen Ergänzungen und Anpassungen an die Entwicklung des Schiffbaus in den Rules of Navigation der Suez Canal Authority.
2012 erlöste die Suez Canal Authority 5.129,7 Mio. US-Dollar für die Passage von insgesamt 17.225 Schiffen, also durchschnittlich etwa 298.000 US-Dollar pro Schiff. Die Gebühren sind so hoch, dass es sich für Reedereien (je nach Rahmenbedingungen, z. B. Preis für Kraftstoff, Charterrate und Fahrtgeschwindigkeit; siehe Slow steaming) lohnen kann, die Route um das Kap der Guten Hoffnung zu fahren. Beispielsweise benötigt die „Nevada“ mit 12 552 TEU Kapazität bei ca. halber Fahrt (11 Knoten) 0,136 Tonnen Treibstoff pro Seemeile. Da der Seeweg Rotterdam-Singapur durch den Suezkanal um ca. 3500 Seemeilen verkürzt wird, ergibt sich bei einem Preis von 950 US-Dollar pro Tonne Treibstoff (2021) eine Ersparnis von 452.000 US-Dollar. Hingegen kostete eine Tonne Schiffsdiesel im Jahr 2016 rund 150 Dollar, somit war die Ersparnis dann nur 71.000 US-Dollar, was die Durchfahrt durch den Suezkanal unattraktiv machte. Die Treibstoffkosten sind jedoch nur ein Aspekt. Termingebundene Fracht ist durch den Suezkanal bis zu 7 Tage kürzer unterwegs als um das Kap der Guten Hoffnung.
Im Jahr 2021 wurden mit 6,3 Mrd. US-Dollar die höchsten jemals erzielten Einnahmen verzeichnet. 20.694 Schiffe durchfuhren den Kanal.

## Schiffsunglücke (Auswahl)
Im September des Jahres 1905 war der mit 70 t Dynamit beladene englische Frachter Chatham im Kanal in Brand geraten und dann untergegangen. Das Wrack blockierte die Fahrrinne. Experten beseitigten den Schiffskörper durch Sprengung und anschließend wurden die Trümmerteile von Tauchern geborgen.
Am 29. September 2014 kollidierten etwa neun Kilometer südlich von Port Said die Frachtschiffe Colombo Express (unter deutscher Flagge) und Maersk Tanjong (Singapur) miteinander. Der Unfall, bei dem es keine Verletzten gab, führte zu Verzögerungen im Kanal.
Die Maersk Shams (ein Schwesterschiff der Dali) lief im Juli 2016 auf Grund, konnte aber rasch wieder flottgemacht werden, so dass es nur zu einer kurzzeitigen Betriebsstörung im Kanal kam.
2017 lief ein japanisches Containerschiff auf Grund, blockierte dadurch den Schiffsverkehr und wurde mit Schleppern der ägyptischen Behörden binnen Stunden wieder flottgemacht.

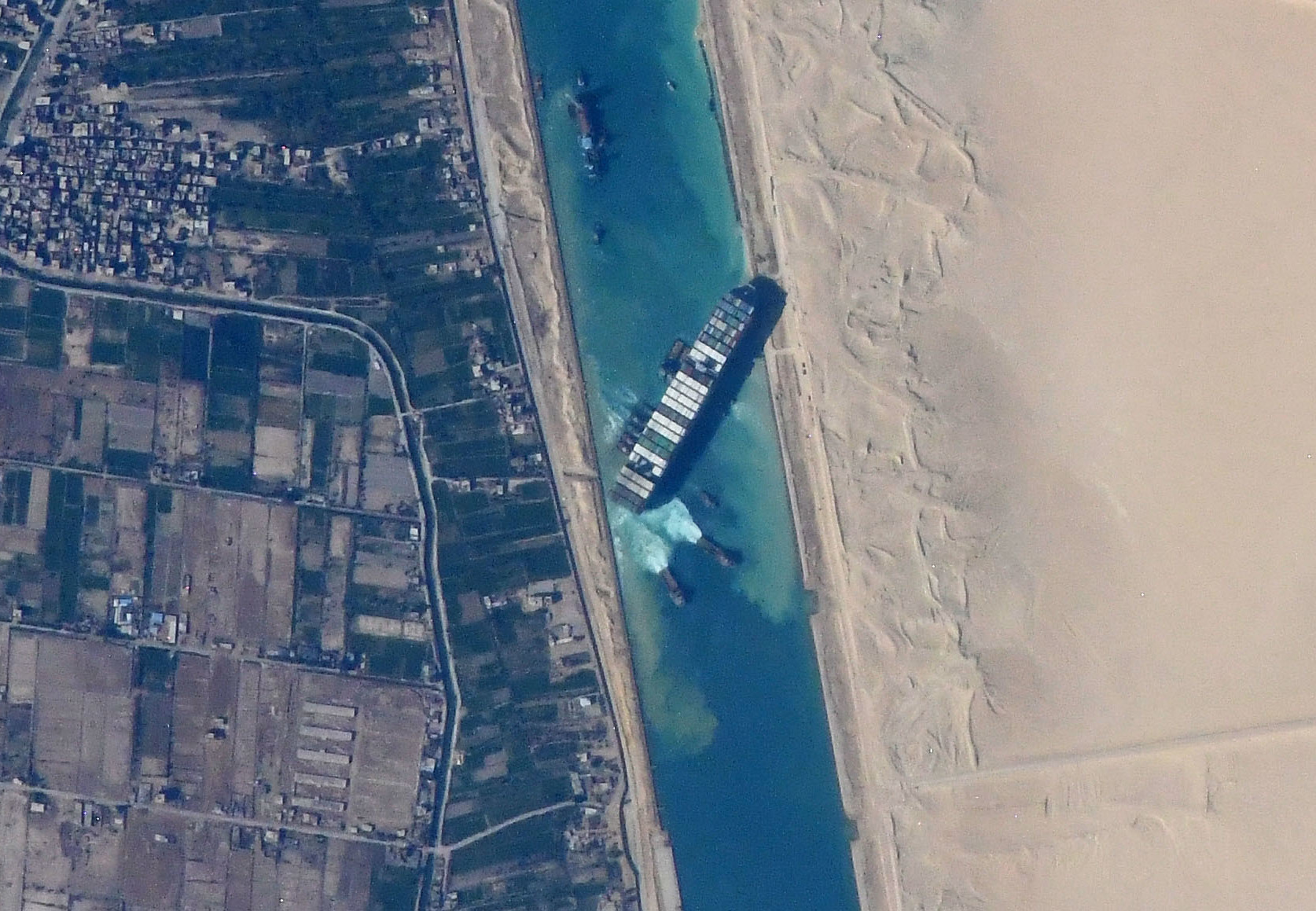
Die Ever Given blockierte nach einer Havarie für sechs Tage den Kanal

Am 23. März 2021 lief das 400 Meter lange und 59 Meter breite Containerschiff Ever Given sechs Kilometer nordöstlich von Suez auf Grund. Es wird von der taiwanischen Evergreen Marine Corp. betrieben und fährt unter panamaischer Flagge. Daraufhin entwickelten sich, da sich die Bergung bzw. das Freischleppen des havarierten Schiffes mit Bagger- und Schleppschiffen schwierig gestaltete, rasch Staus in beiden Richtungen. Die Eigentümer der Ever Given baten den Bergedienst Smit Salvage um Hilfe. Nach sechs Tagen gelang es, die Ever Given wieder freizulegen und fahrtauglich zu machen sowie den Kanal freizumachen.

## Süßwasserkanal – Ismailia-Kanal

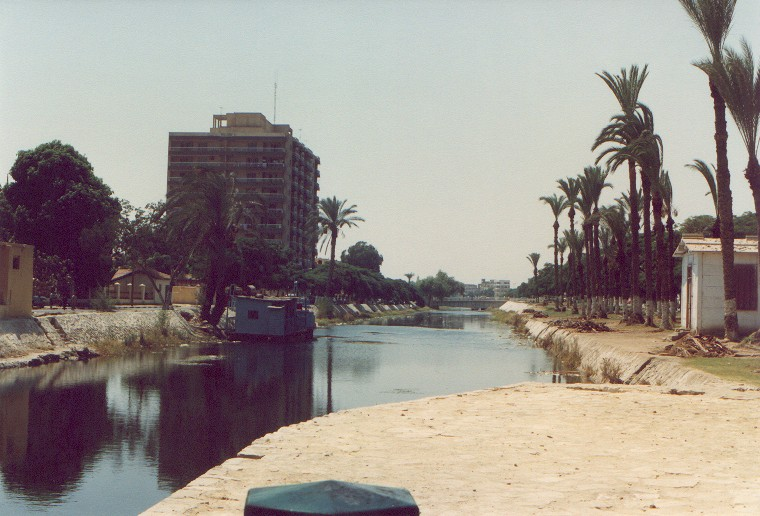
Ismailia-Kanal, 1990

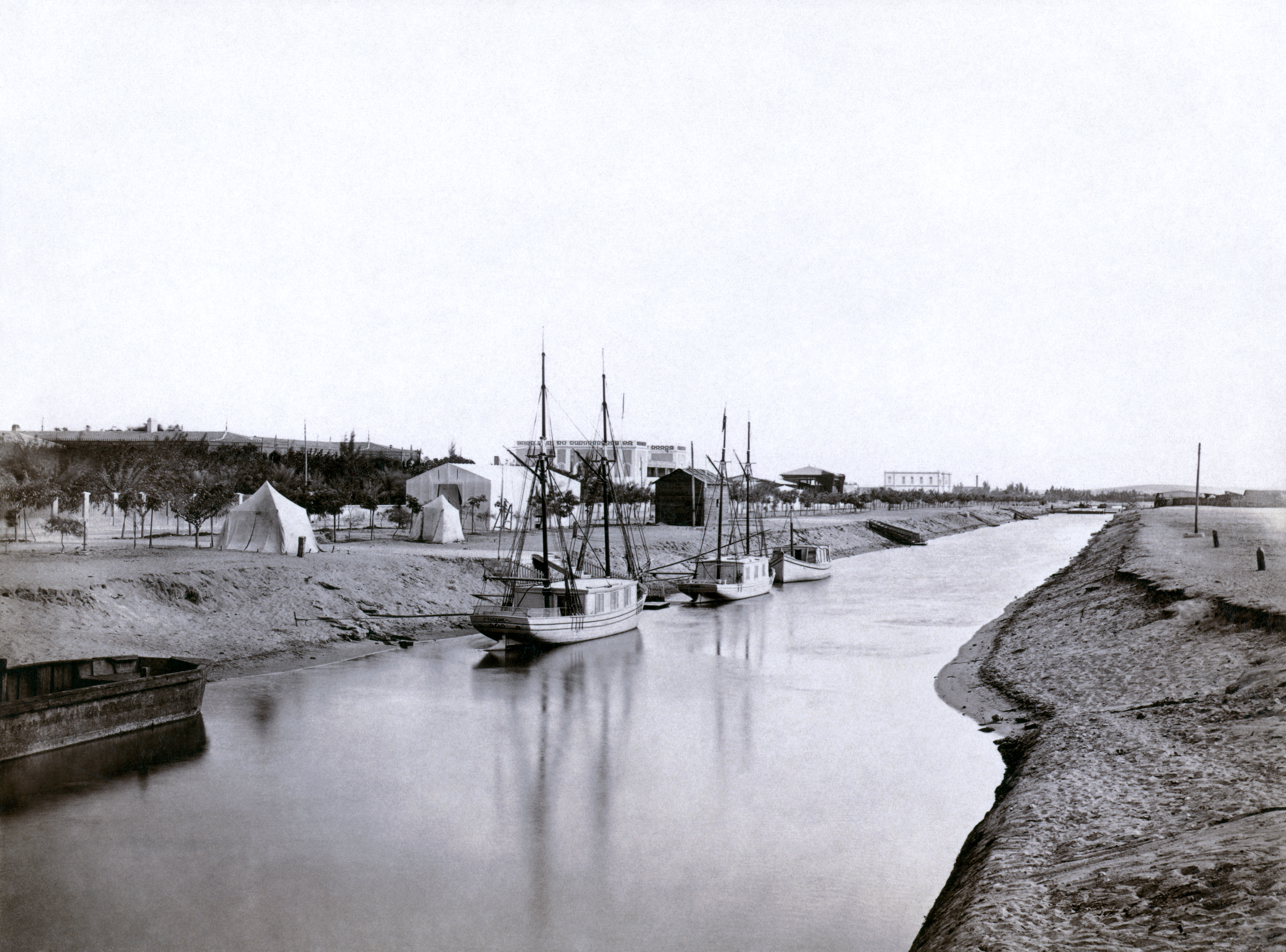
Ismailia-Kanal, um 1860

Da der Isthmus von Suez ursprünglich fast reine Wüste ohne Trinkwasservorkommen war, wurde bereits in der ersten Konzession festgelegt, dass zusammen mit dem Suezkanal ein Süßwasserkanal vom Nil nach Ismailia und weiter nach Suez gebaut werden müsse. Dementsprechend führt heute der meist Ismailia-Kanal genannte Süßwasserkanal vom Nil bei Kairo durch das Wadi Tumilat nach Ismailia. Von dort führt ein südlicher Zweig nach Süden über Suez hinaus, ein anderer Zweig führt nach El Qantara und von dort parallel zum Suezkanal nach Port Said. Diese Kanäle sind heute Teil von ausgedehnten Bewässerungsgebieten.
Der Ismailia-Kanal dient heute der Versorgung von rund 12 Mio. Einwohnern entlang dieses Kanals, insbesondere in Ismailia und Suez, und untersteht der Suez Canal Authority. Er hat eine Breite von meist 60 m und eine Tiefe von 4,6 m kurz nach Kairo und 2,5 m bei Ismailia, wobei die Tiefe mit den Jahreszeiten schwankt. Da der Kanal in traditioneller Weise gebaut wurde, steht er mit dem Grundwasser in Verbindung, aus dem er während der Zeit des Niedrigwassers (Januar bis März) erhebliche Wassermengen erhält und an das er während der hohen Wasserstände wiederum große Mengen abgibt. Das Kanalwasser ist belastet durch Schäden der Uferböschungen sowie direkt an seinen Ufern befindliche Industrie, Landwirtschaft und Wohnbebauung. Bei Niedrigwasser kommt es zu Algenbildung.
Zwischen Kairo und Ismailia gibt es acht Wasseraufbereitungsanlagen, in denen das Wasser gefiltert und chloriert wird. Nach einer 2004 durchgeführten Untersuchung ist das aufbereitete Wasser zwar frei von Colibakterien, ansonsten jedoch mikrobiologisch, organisch und anorganisch belastet. Die Untersuchung hat daher vorgeschlagen, moderne Aufbereitungsmethoden zunächst auf ihre Wirksamkeit im örtlichen Klima zu testen und dann entsprechend anzuwenden.